# Fiat 500 (2007)
La Fiat 500 (nome in codice Fiat 312) è una superutilitaria prodotta dalla casa automobilistica italiana FIAT. Presentata il 4 luglio 2007, ripropone molte soluzioni stilistiche dell'omonima antenata che esordì cinquant'anni prima.
Dal 2020 viene affiancata da una nuova generazione, disponibile inizialmente solo con motorizzazione elettrica e posizionata in una fascia di mercato più elevata.

## Contesto

### La concept Trepiùno

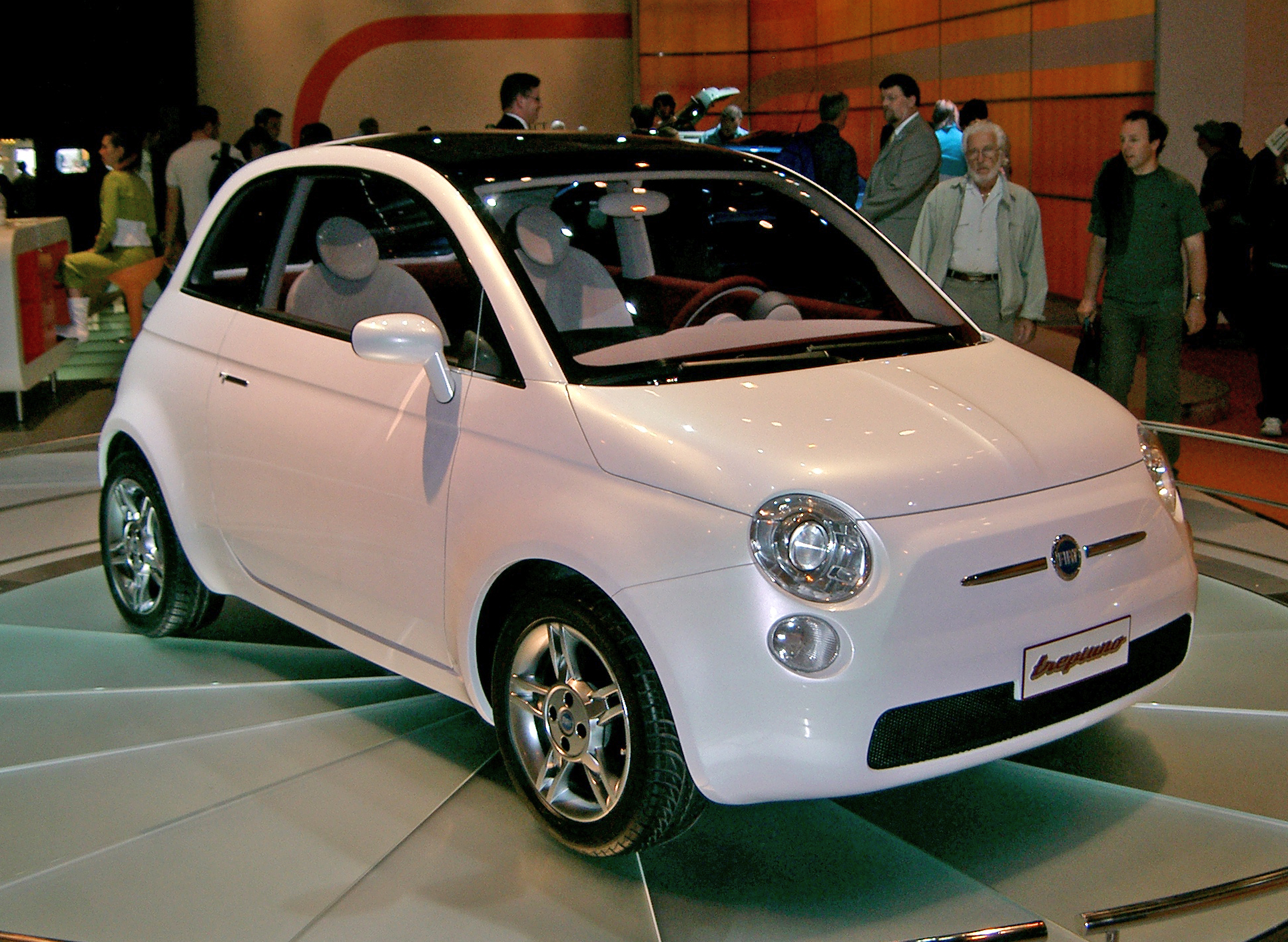
La concept car Trepiùno del 2004

Nel febbraio 2004 Fiat presentò al salone dell'automobile di Ginevra la Trepiùno, una concept car che, nelle intenzioni iniziali della casa, non era destinata a un futuro produttivo ma aveva il solo compito di mostrare le scelte stilistiche del marchio torinese per il decennio a seguire. Ciò nonostante, molti elementi della Trepiùno richiamavano esplicitamente la Nuova 500 del 1957, come le forme della scocca o della plancia dell'abitacolo.
Disegnata da Roberto Giolito, la Trepiùno era lunga 3,3 metri circa e realizzata su un pianale di base specifico che adottava numerose soluzioni al tempo all'avanguardia – e per questo fin troppo costose per un'eventuale produzione in serie –, come l'ampio utilizzo di acciai ad alta resistenza con alluminio. Lo schema di sospensioni adottava delle ruote indipendenti all'avantreno con montante MacPherson e un ponte interconnesso al retrotreno; soluzioni semplici e poco ingombranti onde garantire un abitacolo molto spazioso, con interni riconfigurabili che potevano ospitare tre passeggeri più un quarto di fortuna, per un'insolita disposizione 3+1 che fu all'origine del particolare nome della concept. I sedili anteriori erano stati progettati per occupare il minimo spazio, grazie a un'imbottitura sottile ma al tempo stesso confortevole. La plancia, di colore bianco, era ridotta a pochi comandi, mentre il bagagliaio possedeva una capacità molto ridotta.
Le linee esterne, nonostante il debito verso la storica 500 del '57, tuttavia seguivano anche la cosiddetta filosofia Ecobasic intrapresa dall'eponima concept car presentata da FIAT nel 2000, ovvero un'auto tutta sostanza con una linea moderna e originale, senza inutili rifiniture sfarzose; caratteristico era il tetto in cristallo. La Trepiùno venne presentata in una colorazione bianca – un tinta insolita e all'epoca quasi esclusiva per una concept –, con solo una tenue metallizzazione: una scelta volta a dare un generale senso di «purezza» all'insieme.
Così presentata, la concept riscosse un notevole successo tra il pubblico e gli addetti ai lavori, ben oltre le aspettative della vigilia: in particolare, il nome Trepiùno andò immediatamente a eclissarsi presso la stampa specializzata in favore di quello colloquiale di "500". Preso atto del gradimento, il Gruppo Fiat cambiò i suoi piani e nell'ottobre dello stesso anno partì con lo sviluppo del modello definitivo.

### Verso il modello definitivo

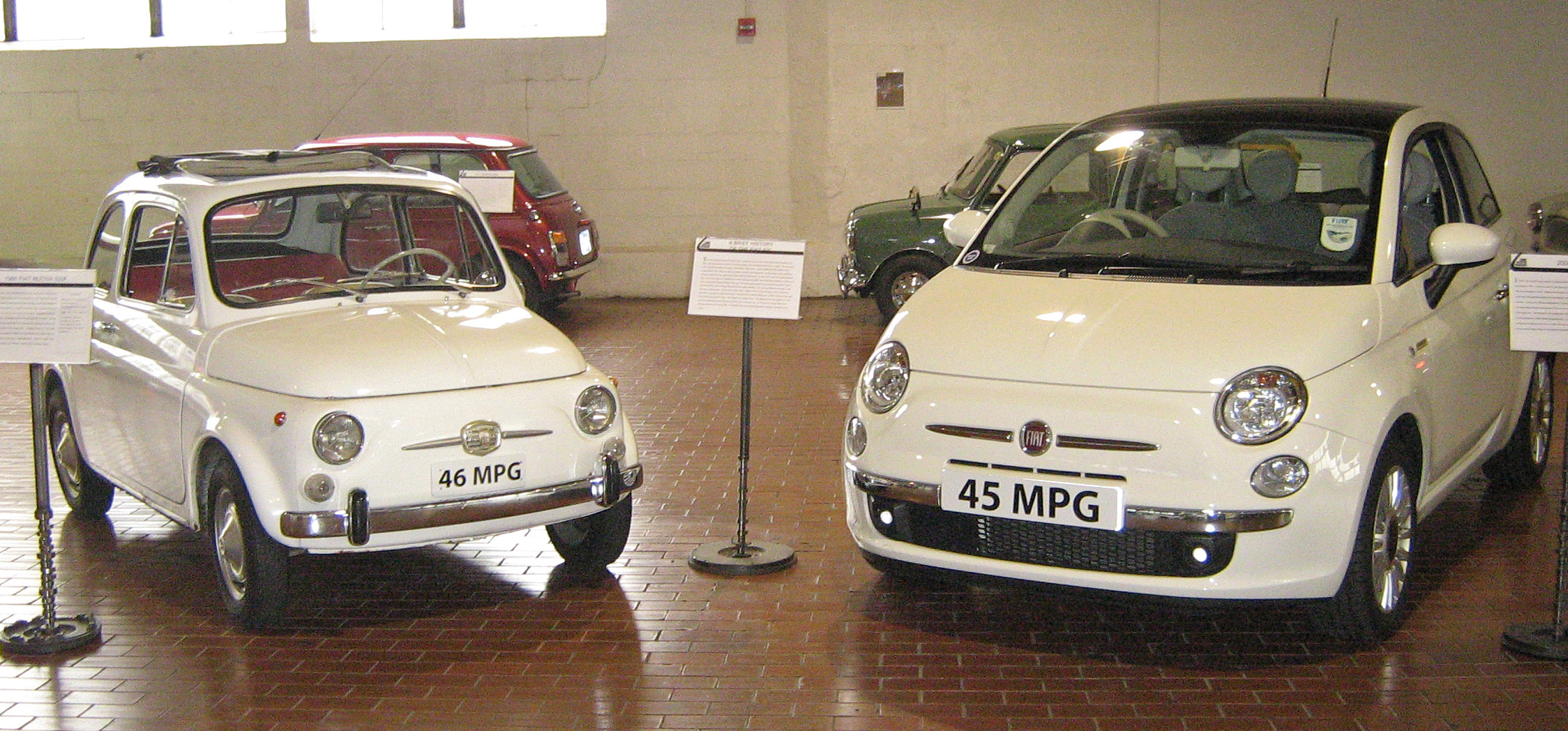
La storica Fiat 500 F del 1966 (a sinistra) a confronto con la 500 del 2007 (a destra): nonostante i differenti ingombri, ben si nota come il modello degli anni 2000 riprenda molti degli stilemi già propri dell'antenata di metà Novecento.

Al fine di diminuire sensibilmente i costi di produzione rispetto alla Trepiùno, la meccanica della futura 500 venne riprogettata in modo che il modello di serie potesse condividere gran parte dei componenti con la gamma di automobili già nei listini del gruppo torinese, ricorrendo così al pianale della seconda generazione della Panda.
Lo sviluppo della 500 venne avviato sotto il codice progettuale 312, e grazie a un successivo accordo col gruppo Ford i costi di produzione della vettura vennero ulteriormente abbattuti, poiché dalla city car italiana fu derivata anche la seconda generazione della Ford Ka, lanciata nel 2008; per le due auto vennero mantenuti inalterati tutti gli organi meccanici e di trasmissione nonché i motori, di origine Fiat, mentre a variare erano soprattutto le forme esterne, l'abitacolo e gli accessori.
Comune è anche il sito di produzione delle due auto presso lo stabilimento di Tychy, in Polonia, dove all'epoca veniva peraltro assemblata la già citata Panda; dalla fine del 2010 alla fine del 2019, grazie all'acquisto da parte di Fiat di una parte di Chrysler, la 500 viene prodotta anche a Toluca, in Messico, per la vendita sui principali mercati nordamericani.
Nel maggio del 2006 la Fiat annuncia che l'esordio dell'auto definitiva avverrà entro 500 giorni, ed esattamente dopo tale conto alla rovescia l'auto sarà presentata: le prime immagini ufficiali vengono pubblicate il 5 marzo 2007 mentre la relativa cartella stampa ufficiale viene divulgata quindici giorni dopo. La scenografica presentazione al grande pubblico avviene a Torino il 4 luglio dello stesso anno, curata dalla K-events di Filmmaster Group: il fiume Po viene trasformato in un palcoscenico con 6.000 ospiti VIP, 100.000 spettatori e con una diretta televisiva su Canale 5 all'interno del rotocalco Nonsolomoda. Lo show ha mostrato artisti esibirsi in particolari coreografie e le classiche Fiat 500 hanno sfilato accanto alla nuova versione.

## Caratteristiche
Contrariamente al prototipo del 2004, la nuova 500 si posiziona sul mercato non come utilitaria economica e spartana, ma come una piccola auto alla moda adatta a ogni tipo di clientela, persino alla più facoltosa ed esigente poiché sono 549.936 le possibili combinazioni tra accessori e allestimenti disponibili sulla nuova vettura. Come la versione del 1957, anche la nuova possiede numerose cromature che donano all'automobile un aspetto elegante. La carrozzeria è lunga 3,55 metri, 25 centimetri in più rispetto al prototipo, e ciò ha permesso una configurazione dell'abitacolo come quattro posti e non 3+1; la vettura è larga 1,65 metri, è alta circa 1,49 metri e ha un passo di 2,30 m. Il design è un'evoluzione di quanto introdotto dalla concept Trepiùno: ne riprende, infatti, il frontale con i doppi fari circolari, il logo con i due baffi cromati laterali e la presa d'aria nella parte bassa del paraurti che ingloba i fendinebbia (presenti o meno a seconda delle versioni). La fiancata presenta i passaruota leggermente bombati e gli specchi retrovisori con guscio anche cromato come la cornice di base dei finestrini, infine la coda con un lunotto di piccole dimensioni, fascione cromato sul paraurti e il copritarga sporgente che si ispira alla vecchia 500. Disponibili anche degli adesivi per personalizzare la scocca.
Gli interni sono realizzati con plastiche di qualità più elevata rispetto alla Panda, della quale riprende l'impostazione generale dei comandi. Migliore anche l'assemblaggio dei componenti e le rifiniture della tappezzeria; il quadro strumenti è stato raggruppato in un unico elemento circolare composto da strumenti analogici (tachimetro e contagiri) e digitali (temperatura liquido di raffreddamento e indicatore benzina). Il comando del cambio si trova in posizione rialzata, mentre nella parte centrale della plancia si trovano le bocchette d'aerazione regolabili separatamente, l'autoradio, e tre tasti circolari: hazard, fari retronebbia e "City" (sostituito da "Sport" sulle 1.4), comandi climatizzatore (manuale o automatico con schermo a cristalli liquidi) e alzacristalli elettrici. Contrariamente alla Panda, la 500 dispone del navigatore satellitare (optional) non integrato nel cruscotto, ma tramite l'impianto Blue&Me Map asportabile accanto al quadro strumenti. Oltre alla tappezzeria in tessuto sono disponibili i rivestimenti in pelle o Poltrona Frau. Alcune versioni di punta possiedono i rivestimenti in pelle per la plancia. La capacità di carico del bagagliaio è pari a 185 litri (non molto sfruttabili a causa della conformazione spiovente del portellone) – che diventano 550 litri con lo schienale del divanetto posteriore in posizione reclinata. Lungo tutta la plancia è presente una fascia in plastica che riprende il colore esterno della vettura (un chiaro richiamo alla 500 storica). Di fronte al passeggero è stata ricavata una vaschetta porta oggetti di buona capienza, ma senza copertura.

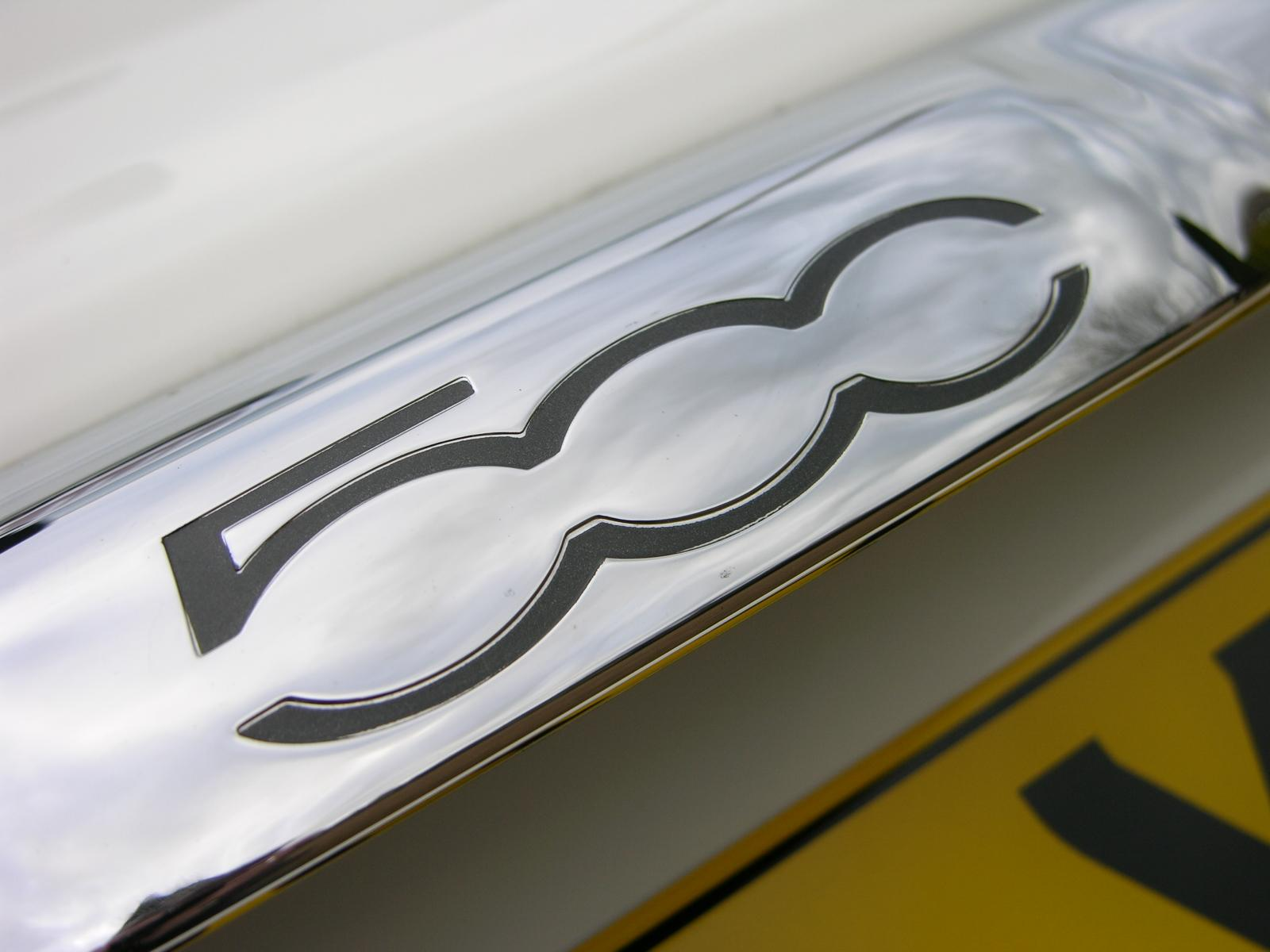
Il caratteristico logo della 500

Numerosi sono stati i riconoscimenti ricevuti dalla 500: l'8 novembre 2007 è stata premiata nella categoria "city car e piccole" come Auto più bella del Mondo durante l'evento tenutosi al Castello Sforzesco di Milano, il 19 novembre 2007 è stata premiata come Auto dell'anno 2008 e, quasi contemporaneamente ha ricevuto il premio Auto Europa 2008. In seguito è stata la vincitrice dell'Auto Trophy e dell'EuroCarBody edizioni 2007, mentre nel gennaio del 2008 viene premiata anche Best CityCar dell'Anno ai BBC Top Gear Awards 2007. Nell'aprile del 2009 viene esposta da Chrysler Group al Salone dell'automobile di New York ricevendo il premio World Design Car of the Year 2009. Nel giugno dello stesso anno la 500 vince il "Premio dei premi" assegnato alla piccola auto dal Dipartimento per l'innovazione e le tecnologie.
Inoltre nel marzo del 2010 la Fiat ha dichiarato di aver prodotto e venduto 500.000 nuove Fiat 500 in 80 differenti paesi del mondo. Nel novembre del 2012 esce dagli stabilimenti polacchi di Tychy la milionesima Fiat 500 prodotta, risultato ottenuto con l'aiuto dello stabilimento messicano; il traguardo è raggiunto a cinque anni dal lancio. Nell'aprile 2013 invece, a 5 anni e 9 mesi dal lancio, esce dallo stabilimento di Tychy la milionesima 500 prodotta in Polonia; il milione di vetture vanno a sommarsi alle oltre centomila dello stabilimento di Toluca
La vettura riceve un leggero aggiornamento all'inizio del 2014, riguardante perlopiù gli interni e alcune dotazioni, prevalentemente estetiche. La novità più importante è l'adozione di un nuovo quadro strumenti completamente digitalizzato, realizzato con uno schermo TFT da 7 pollici, fornito da Magneti Marelli. Contemporaneamente, Fiat annuncia che la 500 è la vettura di segmento A più venduta in Europa (EMEA), con 163.000 immatricolazioni nel 2013 (9% in più rispetto al 2012).

### 500C

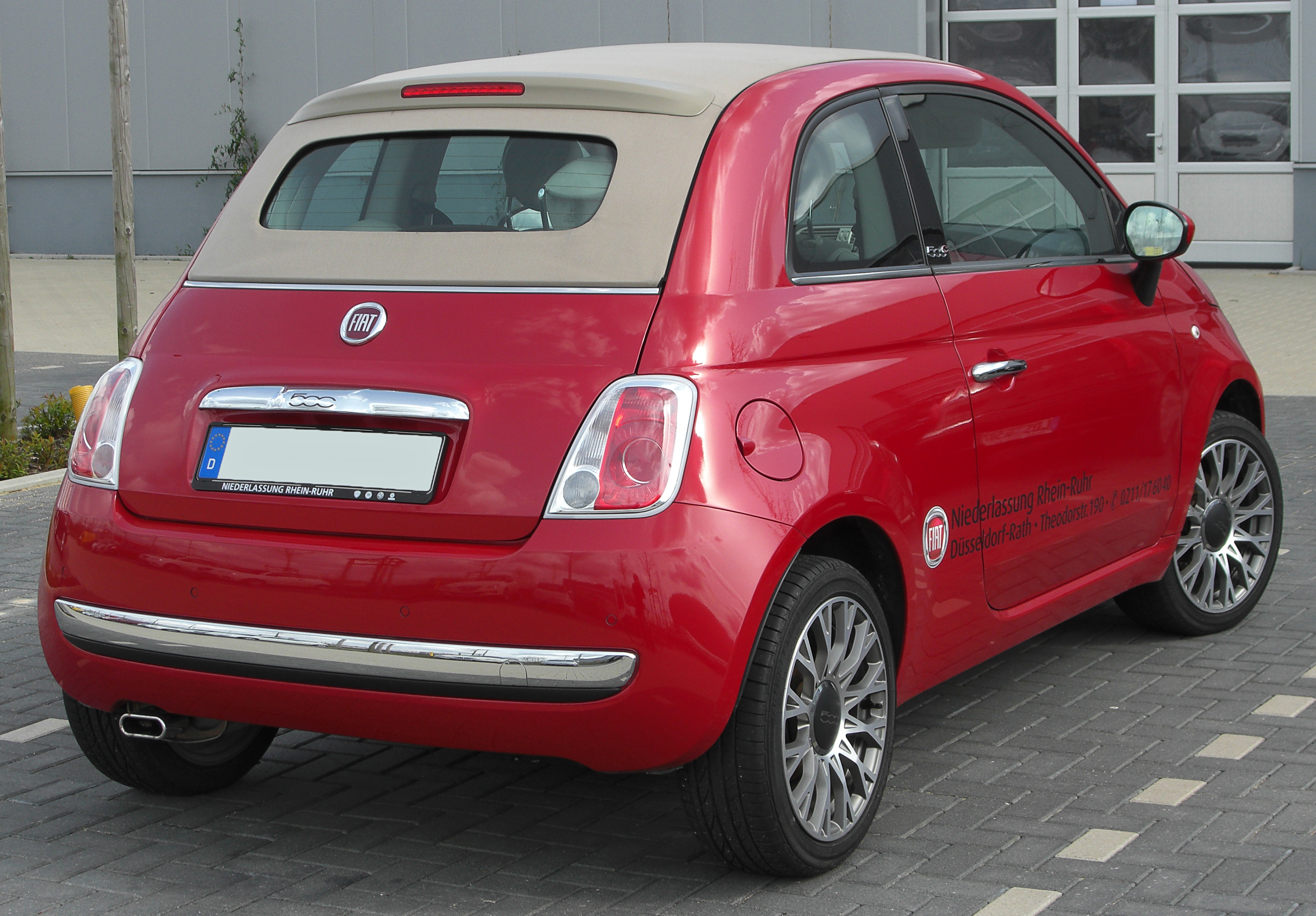
Vista posteriore del modello cabrio 500C, col caratteristico tettuccio in tela.

Al Salone dell'auto di Ginevra nel marzo del 2009 viene presentata ufficialmente la versione cabrio della 500, denominata 500C e commercializzata a partire dal giugno successivo. La presentazione della vettura avviene in contemporanea a quella dei nuovi propulsori Multiair alimentati a benzina progettati dal centro di ricerca e sviluppo Fiat Powertrain Technologies, un sistema di gestione delle valvole del motore.
La 500C non adotta il sistema di apertura della capote in tela tipico delle altre cabrio diffuse sul mercato, ma riprende la filosofia dell'antenata 500 Convertibile con i montanti strutturali sui quali scorre elettricamente il tettuccio in tela, con lunotto in cristallo che si ripiega su sé stesso nella cappelliera. Questa soluzione presenta dei vantaggi strutturali ed economici, mantenendo la solidità della vettura in caso di impatto, e permette di mantenere i due posti posteriori e la capacità del bagagliaio anche con capote aperta. Il volume del bagagliaio è di 182 litri ma sale a 530 litri con il divanetto posteriore reclinato.
La casa, per la presentazione dell'auto a Ginevra, si è basata su una scenografia molto estiva per lo stand, a cavallo fra tecnologia ed ecologia, in modo da rispecchiare la vocazione ecologica del motore Multiair. All'interno di una pedana poligonale addobbata come un giardino, durante l'esibizione di due violinisti, quattro vetture emergono dal pavimento in prato ai vertici della pedana, mentre un precedente gazebo addobbato con edera viene sospeso per scoprire una parte centrale contenente informazioni utili riguardo alla vettura e al nuovo motore.

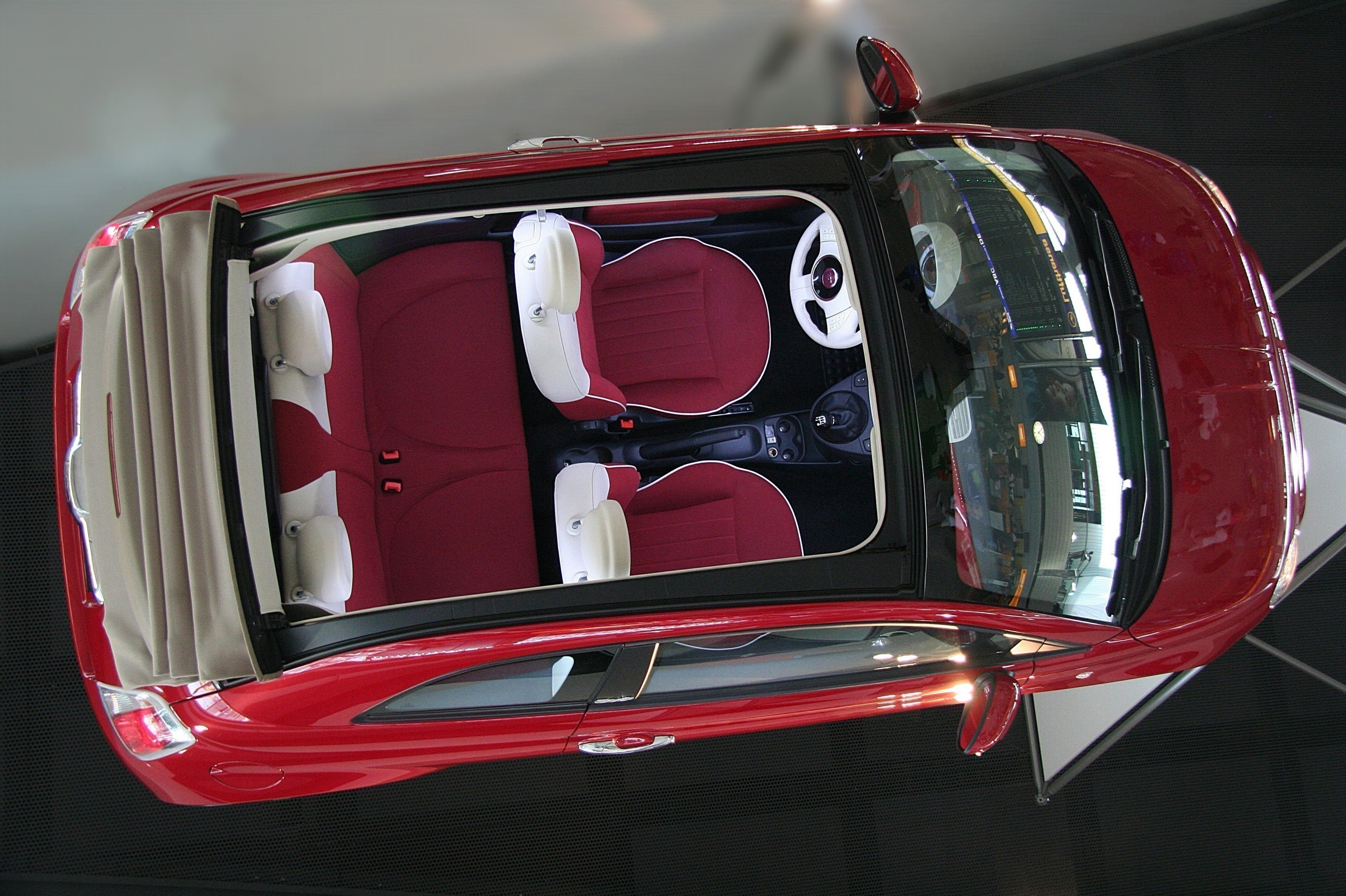
Visuale aerea della 500C con tetto aperto

La 500C viene proposta in una gamma di due allestimenti. La versione d'ingresso in origine è la Lounge (con una dotazione simile all'analoga versione berlina), affiancata nel 2010 dalla più semplice Pop, mentre l'allestimento di punta è la Rock ancora più ricca e vistosa grazie agli pneumatici ribassati. La 500C è stata commercializzata per prima in Inghilterra e in seguito nel resto dell'Europa, Italia compresa.

### Abarth 500
L'Abarth 500 è stata svelata al pubblico il 18 febbraio 2008, in occasione dell'inaugurazione della nuova sede Abarth nell'Officina 83 a Mirafiori. Si tratta del secondo modello del rinato marchio sportivo di Fiat Group (dopo la Abarth Grande Punto), una versione rivista della Fiat 500 nella meccanica, nell'estetica e nell'aerodinamica, che è stata presentata ufficialmente al pubblico al salone dell'automobile di Ginevra 2008 e viene venduta dalla rete di concessionarie marchiate Abarth.

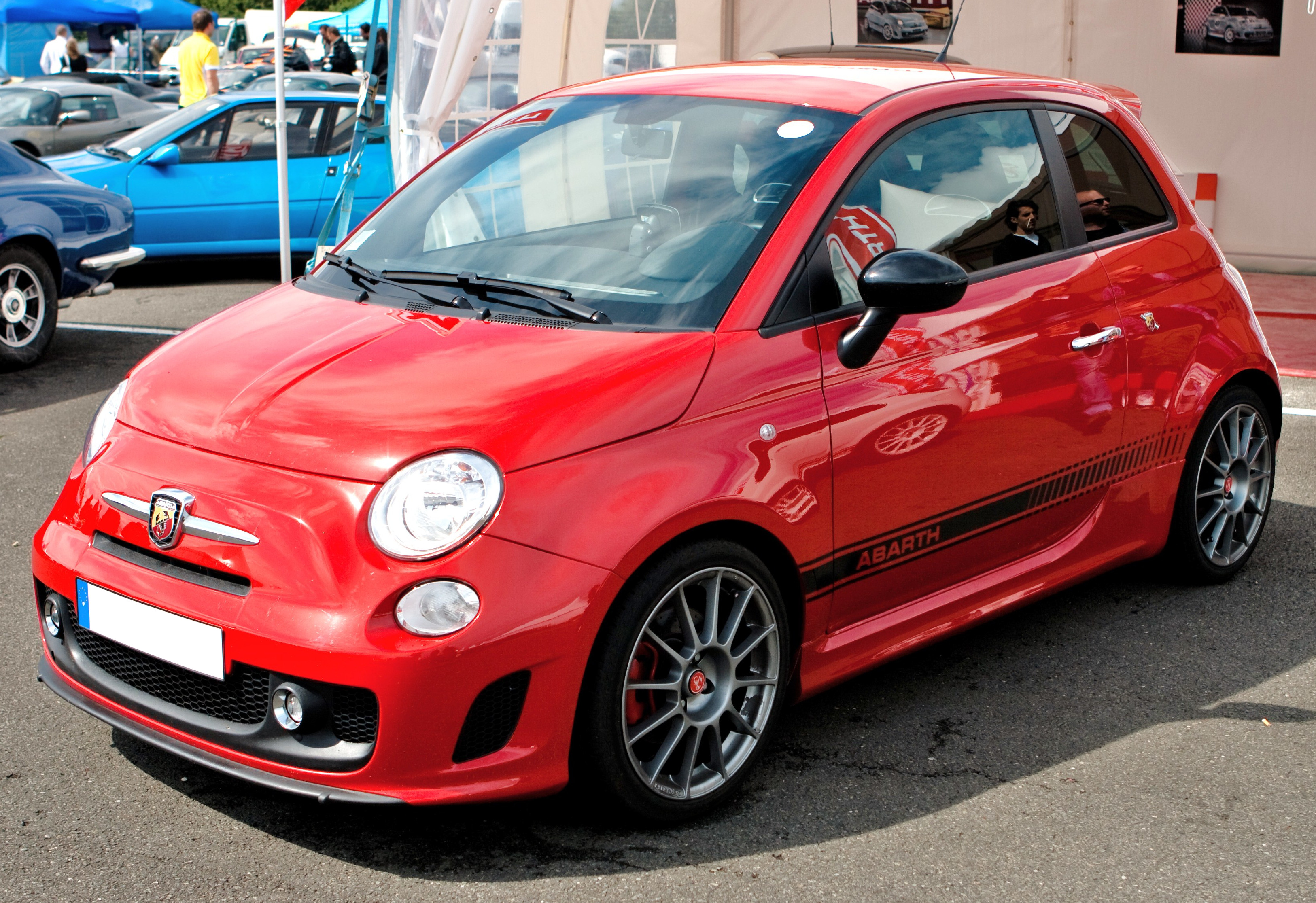
La Abarth 500 del 2008

Nell'aprile del 2010 è stata presentata anche la versione cabrio Abarth 500C con cambio robotizzato al volante. Dall'Abarth 500 sono state ricavate anche le versioni da competizione, le 500 Assetto Corsa utilizzate in alcuni campionati di rally dedicati dalla casa madre appositamente al modello. Inoltre la speciale Abarth 695 Tributo Ferrari è stata concepita come versione di punta della 500 per rievocare la storica antenata. Nel corso del 2012 sono state presentate al pubblico le Abarth 595, versioni rievocative degli storici kit di potenziamento della vecchia Abarth 500.

### Il modello nordamericano
In seguito al grande successo del modello, la Fiat, grazie a un accordo stipulato con la Chrysler che ne prevedeva l'acquisizione pari al 20% della casa statunitense, ha avuto modo di poter produrre la 500 anche nell'impianto di Toluca, in Messico, per poterla poi vendere in tutto il continente americano attraverso i principali distributori e concessionari della Chrysler. La 500 infatti, secondo Fiat e la stessa Chrysler, è l'auto ideale che abbraccia la politica ecologista del presidente Barack Obama, che prevede di tagliare le emissioni inquinanti degli autoveicoli americani; è stato deciso di produrla anche in Messico in modo da poter garantire un futuro produttivo allo stabilimento di Toluca, che da tempo giaceva in uno stato di crisi in seguito al calo di vendite del gruppo Chrysler. Con la 500, la Fiat è ritornata nel mercato d'oltreoceano dopo 27 anni d'assenza. 

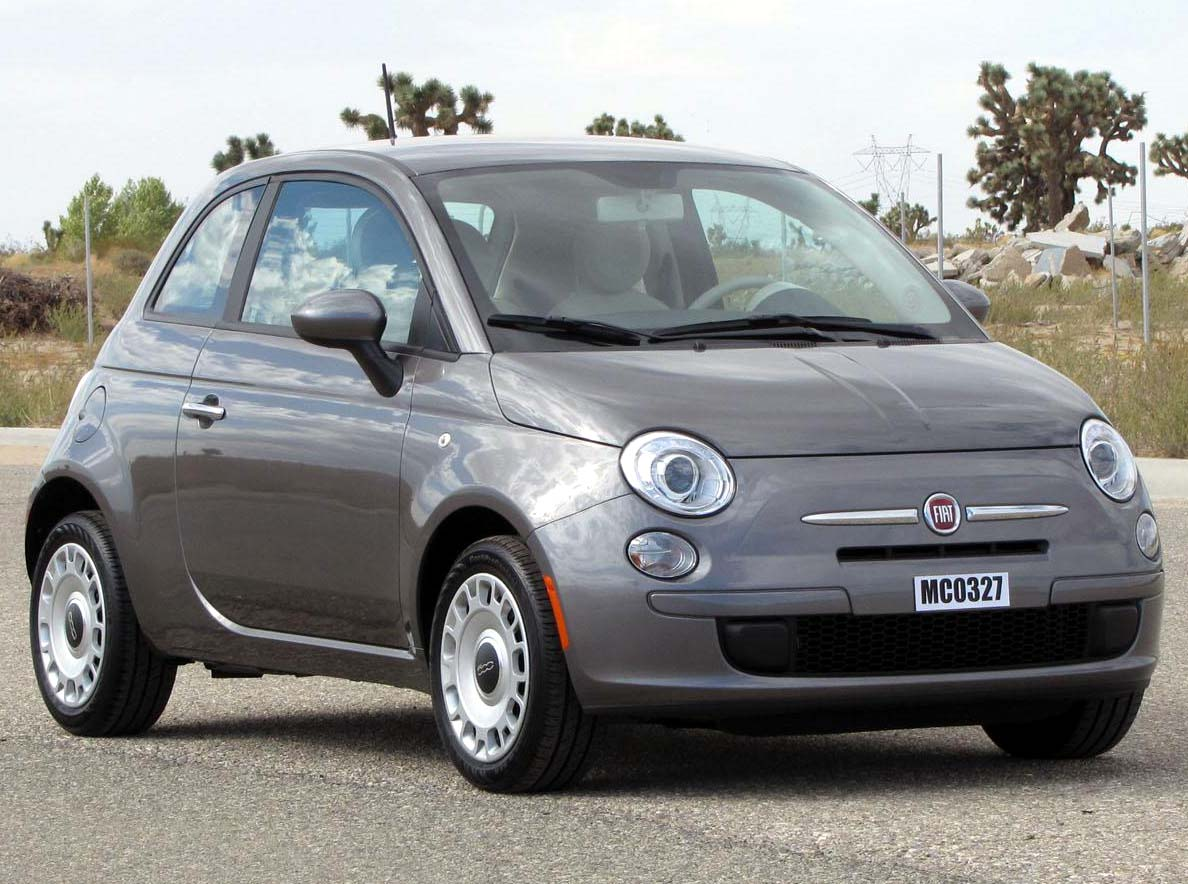
La 500 per i mercati nordamericani, modificata secondo gli standard della NHTSA. Tra le differenze più evidenti col modello europeo ci sono i nuovi paraurti, che all'anteriore inglobano dei catadiottri sui passaruota nonché una presa d'aria maggiorata.

La 500 nordamericana è stata presentata al Salone di Los Angeles nel novembre del 2010 e rispetto al modello di produzione europea presenta alcune modifiche sia sul piano meccanico sia estetico: in particolare il modello di punta Sport dispone di un paraurti anteriore specifico con nuove prese d'aria maggiorate e inserti cromati eliminati per rendere l'aspetto più grintoso, le versioni standard invece sono uguali a quelle vendute in Europa. Nuovi componenti meccanici sono stati introdotti per ridurre la rumorosità, rendere l'auto più rigida e allo stesso tempo garantire minori vibrazioni inoltre l'assetto delle sospensioni è specifico e rispetto all'europea la 500 nordamericana possiede una taratura degli ammortizzatori più morbida. Aumentata anche la sensibilità dello sterzo per rendere più efficiente la guida autostradale, nuovi rivestimenti interni, porta bicchieri di taglia maxi per potersi adattare agli standard americani, serbatoio maggiorato e portellone posteriore inedito che presenta uno specifico vano porta targa adatto alle vetture d'oltreoceano. È stato inoltre eliminato il retronebbia, non essendo obbligatorio nei paesi nordamericani.
Sono state apportate anche corpose modifiche strutturali per adattare il corpo vettura ai severi test NHTSA. La vettura tuttavia, dopo un eccellente risultato ottenuto ai test realizzati dall'ente indipendente statunitense IIHS che l'ha definita "Top Safety" e, nei test NHTSA, almeno inizialmente, non ha raggiunto i massimi livelli di sicurezza ottenuti in Europa: il modello statunitense infatti, sottoposto a prove d'impatto nel 2011, guadagna 3 stelle su 5; nel 2013, nuovamente sottoposta ai test NHTSA, la vettura ottiene 4 stelle su 5.
Il motore della 500 nordamericana è il 1.4 16V Multiair prodotto in Michigan, accoppiato sia al cambio manuale a cinque rapporti (perché, a causa delle modifiche strutturali, il cambio a sei rapporti non aveva sufficiente spazio per essere installato) sia al cambio automatico sequenziale a sei rapporti con convertitore (in Europa questo tipo di trasmissione e motore non sono venduti); a quest'unità, nel 2013 si aggiunge la variante sovralimentata da 135 CV (il modello è denominato 500 Turbo). Viene commercializzata anche nelle varianti Abarth e cabriolet ed è alla base dell'ampliamento successivo della gamma Fiat nel Nord America con la 500L nel 2013 e due anni dopo con le 500X e 124 Spider.
Con il Model Year 2016 la 500 guadagna la plancia del modello europeo ristilizzato e il sistema multimediale UConnect da 5 pollici; nonostante ciò, la 500 americana non ha mai ricevuto il restyling completo cui è stata sottoposta la versione europea nel 2015. In seguito ad un costante calo delle vendite, alla fine del 2019 Fiat decide di fermare la produzione della 500 nordamericana un anno dopo aver ridotto la gamma alle sole versioni con motore turbocompresso (dotate dei paraurti della 500 Abarth pre-restyling).

### Restyling 2015

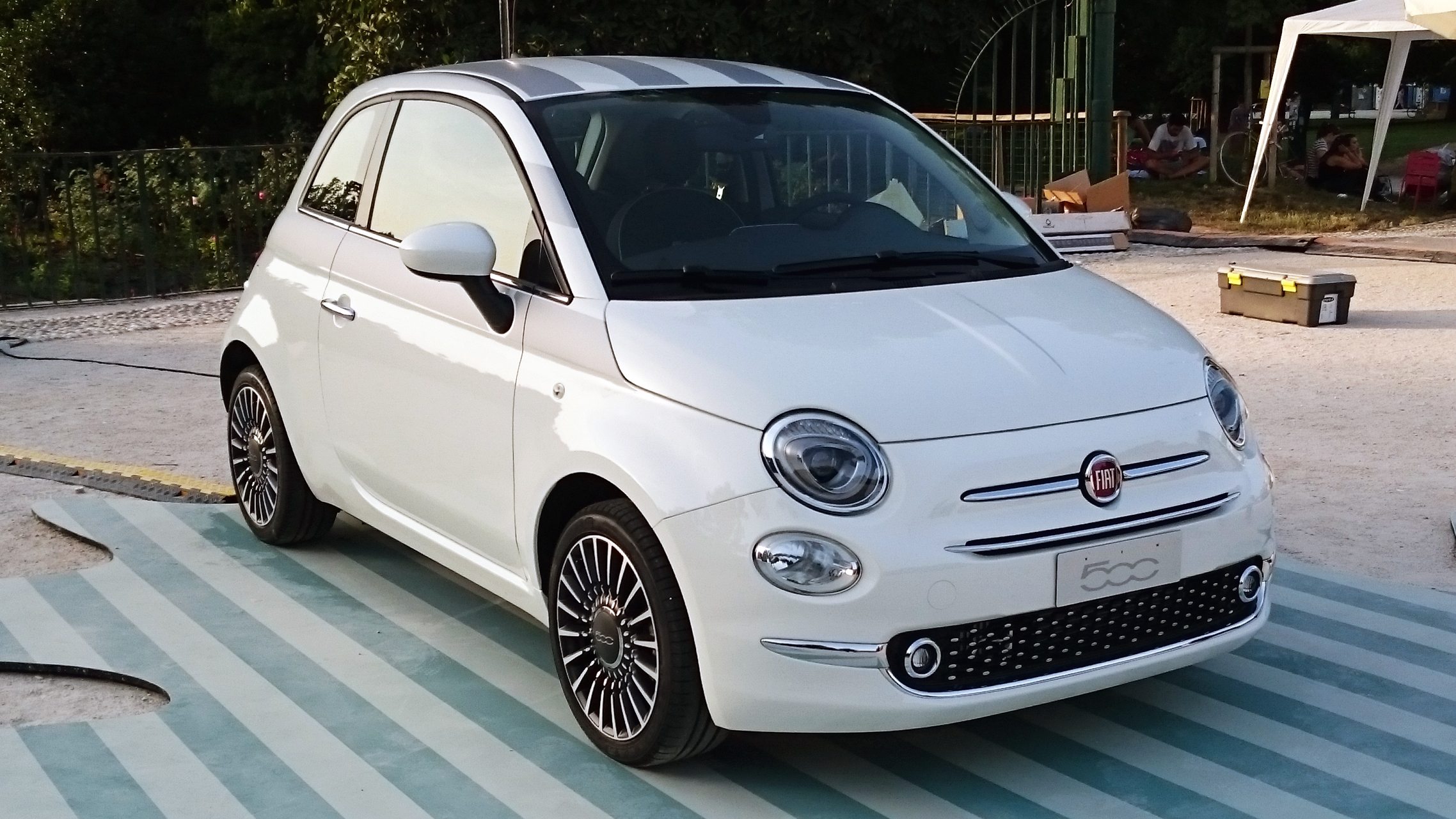
La 500 restyling 2015.

Il 4 luglio 2015, a otto anni esatti dal lancio, viene presentato il restyling del modello, che presenta un totale di oltre 1.800 piccoli cambiamenti. Tra i più evidenti, i nuovi paraurti con il logo FIAT circondato dai due baffi cromati, ora più grandi, e un'inedita bocca più sottile al centro, con un profilo più lungo, sempre cromato. Ai lati i nuovi gruppi ottici con luci diurne a LED e, nella parte bassa del paraurti, una nuova presa d'aria inferiore più grande e con due profili cromati ai lati. Nella parte posteriore si trovano gruppi ottici rinnovati con luci a LED e un elemento centrale che riprende il colore della scocca; il retronebbia e la luce di retromarcia sono state riposizionate nel paraurti posteriore. Le modifiche apportate portano la lunghezza da 3546 a 3571 mm.
Non mancano dei cambiamenti anche a bordo con tappezzeria e pannelli di nuova concezione e la plancia dove è presente il sistema di infotainment Uconnect, con schermo da 5 pollici (e, dal 2016, anche da 7 pollici). La dotazione di sicurezza prevede sette airbag, l'ABS, l'ESP con funzione hill holder per semplificare le partenze in salita, ed è stato migliorato l'impianto frenante.
Nessun cambiamento, invece, per le motorizzazioni: la nuova Fiat 500 viene proposta con l'unità 1.2 da 69 CV, disponibile anche nella versione Bifuel, e con il bicilindrico 0.9 TwinAir Turbo nelle varianti da 85 e 105 CV. In un momento successivo al lancio arriverà la versione turbodiesel 1.3 Multijet da 95 CV e una versione più pulita denominata Eco basata sulla versione 1.2 da 69 CV, particolarmente virtuosa per consumi ed emissioni di CO2.

## La dinamica
Il pianale di base è stato leggermente rivisto rispetto alla Panda nella taratura delle sospensioni, più rigide per adattarsi a una guida più sportiva, ma anche per ottenere una maggiore risposta dello sterzo e una migliore stabilità. L'avantreno adotta uno schema a ruote indipendenti con montante telescopico MacPherson, ammortizzatori idraulici e barra stabilizzatrice, mentre al retrotreno è stato adottato uno schema a ruote interconnesse da un ponte torcente con ammortizzatori idraulici; dal 2009 è disponibile anche la barra stabilizzatrice (già presente sulla sorella Ford Ka) che aumenta la rigidità dell'auto del 30%. L'impianto frenante sfrutta dei dischi autoventilati all'anteriore e dei tamburi al posteriore, ma sulle versioni di punta sono disponibili al posteriore anche dei dischi con pinze dei freni colorate. La 500 possiede un coefficiente di resistenza aerodinamica pari a 0,32.

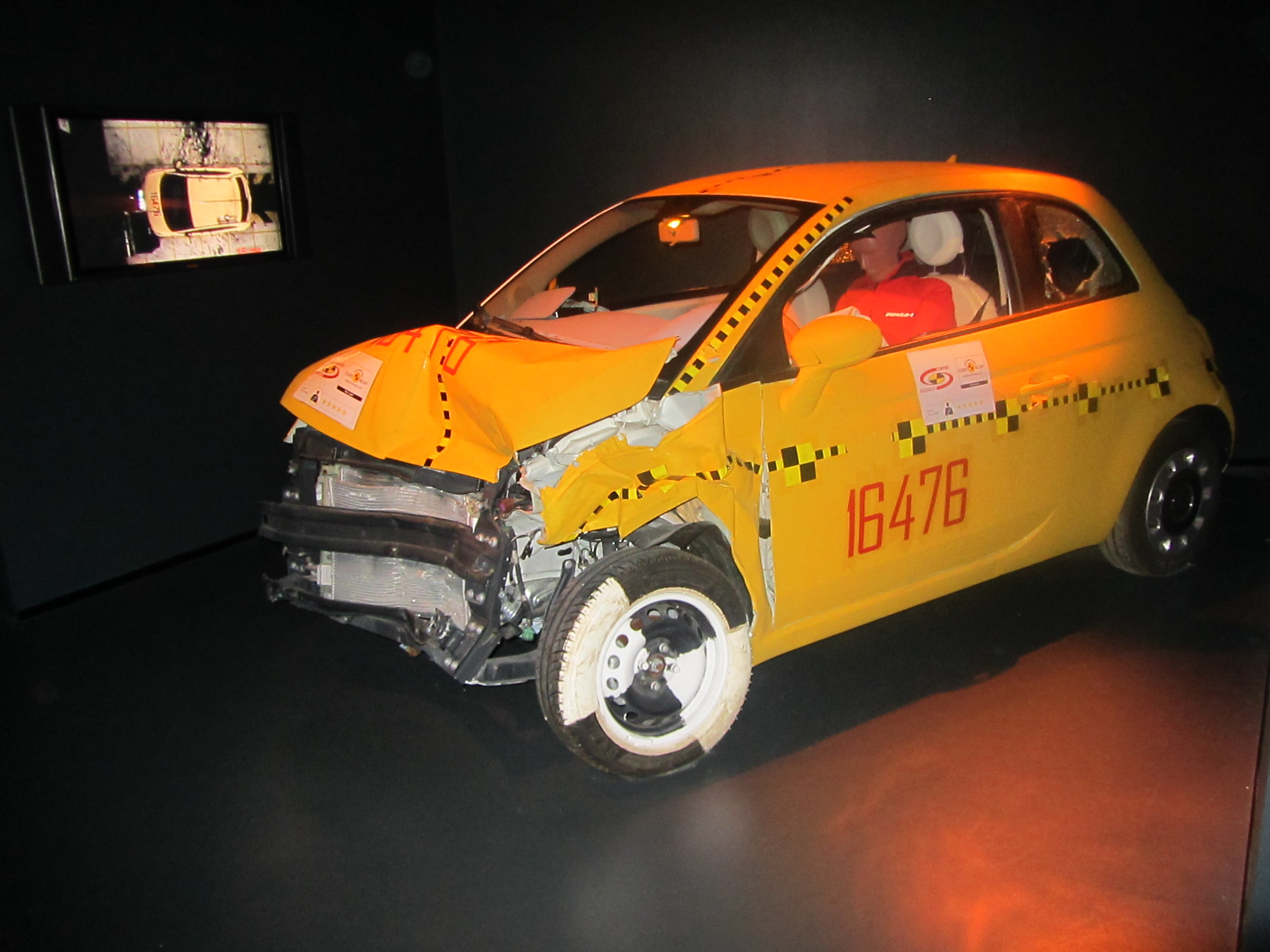
Una 500 sottoposta a crash test, esposta al MAUTO di Torino.

Sotto il profilo della sicurezza automobilistica le 500 sono equipaggiate con sette airbag di serie (frontali a doppio stadio, laterali, per la testa e per le ginocchia del guidatore) e dispongono di serie del sistema anti bloccaggio delle ruote motrici (ABS), ripartitore elettronico di frenata (EBD) oltre agli attacchi isofix. Tra gli accessori sono disponibili il controllo della trazione, il controllo elettronico della stabilità, l'Hydraulic Brake Assist che interviene nelle frenate di emergenza e hill holder che facilita le partenze in salita. La scocca è stata realizzata con acciai ad alta resistenza che in caso d'impatto si deformano a strati. Nel 2007 l'auto è stata sottoposta ai crash test Euro NCAP totalizzando il risultato complessivo di cinque stelle nella protezione degli adulti, tre nella protezione bambini e due nell'investimento pedoni. Sottoposta nuovamente ai test, con parametri aggiornati, dieci anni dopo, ottiene in questo caso il risultato di tre stelle.

## Versioni e allestimenti
La gamma della 500 si articola su tre livelli di allestimenti principali a cui si sono aggiunte in seguito alcune versioni speciali: sin dal lancio è disponibile l'allestimento d'accesso chiamato Pop che viene caratterizzato da una dotazione di sicurezza abbastanza completa e presenta accessori che garantiscono un comfort più che sufficiente. Le versioni di punta sono le Lounge e Sport: la prima è rivolta a una clientela più elegante e alla moda grazie alla dotazione di accessori più ricca, mentre la Sport ha una dotazione di serie leggermente più spoglia rispetto alla Lounge (come l'assenza del tetto in cristallo) ma dispone di accessori che le donano un maggiore dinamismo. La Lounge e la Sport vengono commercializzate allo stesso prezzo di listino.
Dal 2008 a queste tre versioni si aggiunge l'ecologica 500 PurO2, caratterizzata dalla dotazione di accessori uguale alla versione Lounge (con l'eccezione dei tessuti interni, ripresi dalla Pop, e del tetto panoramico, qui non disponibile) e dalla presenza del sistema Start&Stop di serie abbinato al motore 1.2 Fire. Inoltre la PurO2 è stata la prima 500 a essere omologabile in Italia come vettura Euro 5 sulla carta di circolazione. La PurO2 esteticamente è riconoscibile per l'apposito logo applicato sui montanti delle portiere.

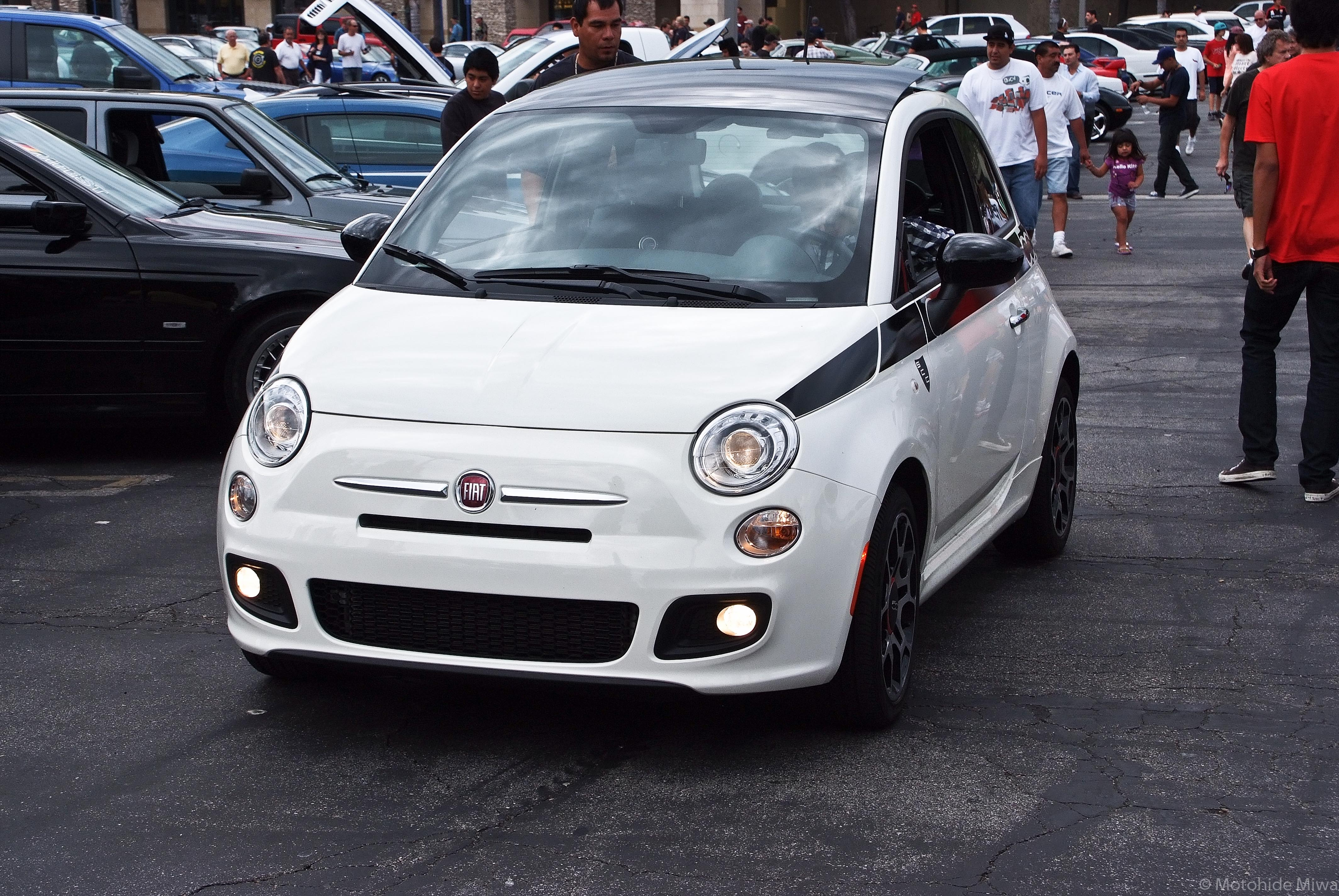
Una 500S, la versione più sportiva disponibile a marchio Fiat (un gradino sotto l'Abarth 500), riconoscibile per i paraurti dall'accentuato aspetto corsaiolo.

Dal 2013 viene inserita nei listini la 500S, un allestimento sportivo della 500, che aggiunge alla dotazione della Pop da cui deriva i paraurti ridisegnati e con stile sportivo, minigonne laterali, spoiler specifico sul tetto, finiture grigie cromate, cerchi da 15", vetri oscurati, volante sportivo, pomello del cambio specifico, plancia con rifiniture argento Matt Silver e sedili sportivi con cuciture rosse e logo 500S. La 500S rimarrà a listino fino al 2016, quando verrà ristilizzata adeguandosi al frontale delle altre versioni.

### Versioni speciali
Essendo un'auto di tendenza la 500 è stata soggetta a diverse interpretazioni ed edizioni speciali, nonché fuoriserie o modelli promozionali. La prima versione speciale della 500, uscita prima ancora che l'auto fosse effettivamente in vendita, è stata la Opening Edition, versione di lancio, equipaggiata con il motore 1.4 Fire 16V da 100 cavalli, del valore di 16.500 euro, messa in palio con la rivista Quattroruote.
Nel marzo del 2007, ancor prima della presentazione ufficiale la Fiat ha annunciato la possibilità di prenotare i 500 esemplari allestiti dalla Cappellini con scocca azzurra e modanature laterali, fregio cromato applicato su cofano motore e interni con rivestimenti in plastica azzurra per la plancia. Le 500 Cappellini sono state consegnate alla clientela nell'autunno del 2007.

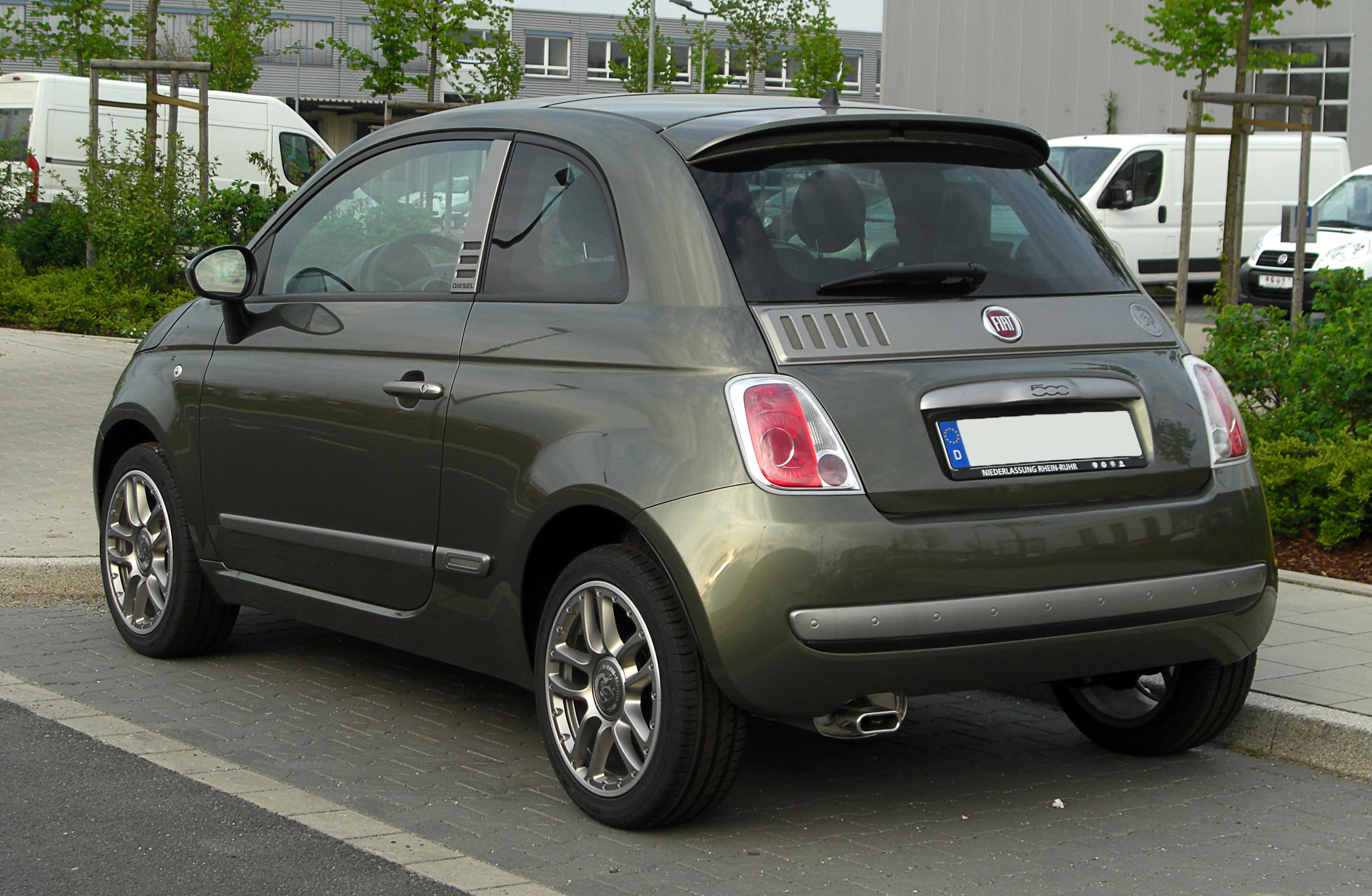
La Fiat 500 by Diesel

Nel 2008 il marchio sportivo Ferrari decise di adottare per la propria rete di concessionari europei, 200 esemplari della piccola vettura Fiat da utilizzare come vettura di cortesia. Tale versione risulta rivista sia in campo estetico sia meccanico, avendo alcune soluzioni specificatamente studiate dalla Magneti Marelli che ha ribassato l'assetto per rendere più sportiva la guida. La vettura è dotata di un motore 1.4 Fire 16V da 100 cavalli con cerchi in lega da 16 pollici su pneumatici 195/45. Altre distinzioni sono date dalle pinze freno rosse, pedaliera sportiva, volante specifico nero con cuciture rosse. Già precedentemente era stato utilizzato il marchio Ferrari in versioni speciali della 500: nel 2007 erano stati presentati due esemplari con la livrea della scuderia e marchiati con il logo del Cavallino Rampante, Sempre inerente alla Scuderia Ferrari c'è stata la 500 realizzata in esclusiva per Felipe Massa dotata di un motore 1.4 16V potenziato a 120 cavalli.
Un'altra edizione limitata della 500 è la by Diesel denominata Urban Survival Vehicle, caratterizzata da un'estetica esclusiva, rivolta ai giovani e realizzata in collaborazione con l'omonima azienda. Quest'ultima ha realizzato anche una versione personalizzata (in linea con la versione berlina) della 500C, che ha poi devoluto in beneficenza per la lotta contro l'AIDS. La 500 By Diesel, realizzata dal Centro Stile Fiat viene presentata con un colore inedito, il verde Diesel lo stesso dell'elicottero personale di Renzo Rosso (fondatore dell'azienda veneta), ma è ordinabile anche nelle colorazioni nero o marrone.
La vettura è dotata di un allestimento dedicato e di alcuni particolari completamente ridisegnati. Monta degli inediti cerchi in lega da 16 pollici caratterizzati dal logo Diesel, abbinati a delle pinze freno gialle. Presenta numerosi contrasti cromatici dovuti ai particolari in acciaio satinato come per esempio gli specchietti retrovisori e le modanature laterali griffate, la calandra e il paraurti. Anche il montante laterale presenta il logo dell'azienda italiana, con tre feritoie che riprendono le cinque prese d'aria presenti all'interno di un inserto sul portellone del bagagliaio che riproducono il caratteristico dettaglio del sistema di raffreddamento della 500 storica.
Rivisti gli interni: la selleria è specifica in tessuto denim con cuciture a vista gialle e la firma dell'azienda. Il colore giallo si ripete all'interno della vettura in diversi punti e con esso anche il logo Diesel che è presente sul quadro strumenti a sfondo giallo e sul pomello del cambio. La 500 by Diesel viene prodotta sia in versione tre porte sia cabriolet (la 500C by Diesel) in edizione limitata.

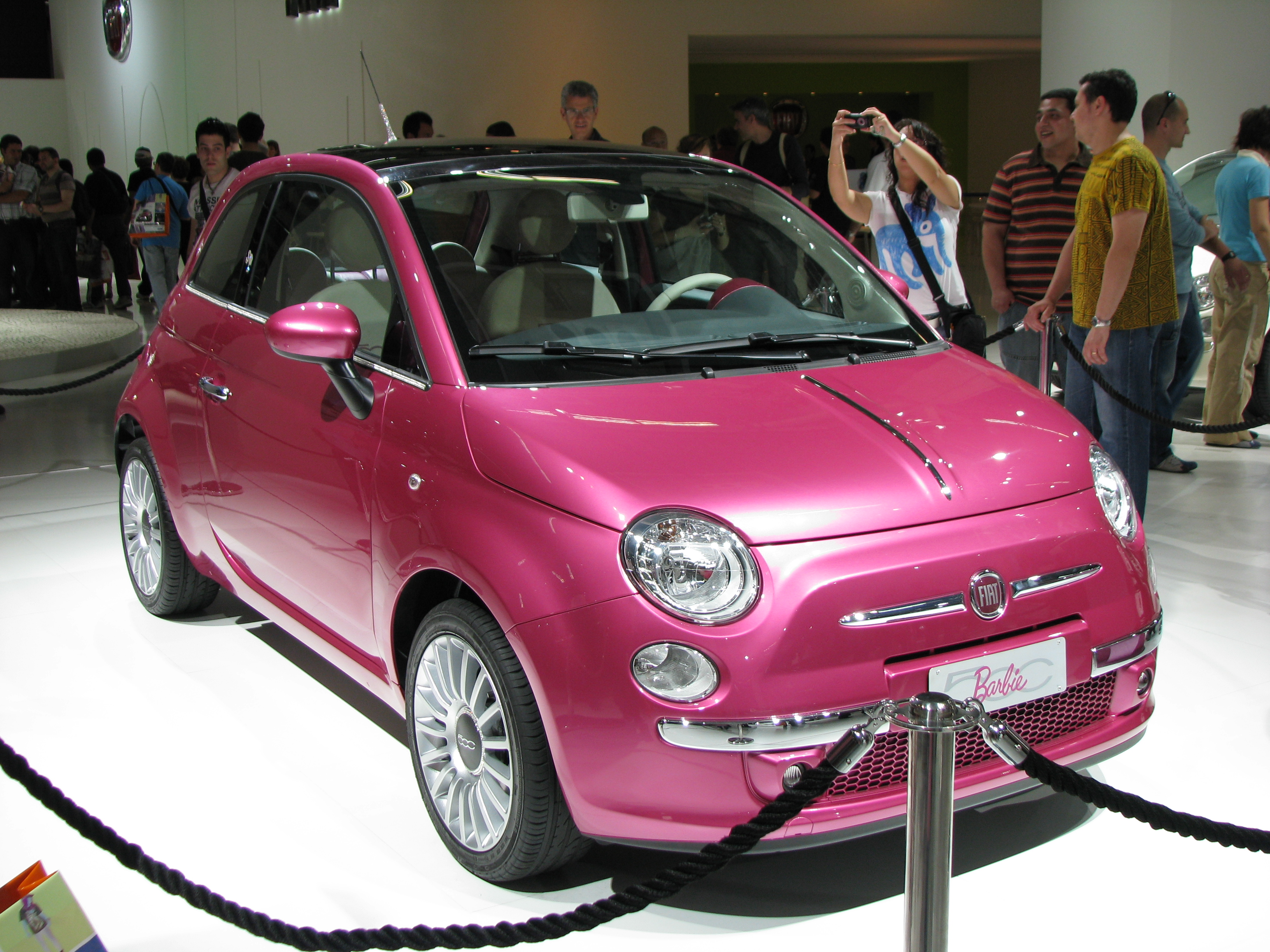
La Fiat 500 Barbie

La 500 è stata utilizzata anche da altre aziende e firme internazionali; è stata la show car per la bambola Barbie in occasione del suo cinquantesimo compleanno. Per l'occasione la Fiat e la Mattel hanno firmato un'intesa per la creazione di una 500 totalmente dedicata all'evento, di un color fuxia metallizzato, brillanti e gioielli nonché cosmetici di ogni tipo, illuminazioni dell'abitacolo a LED, interni in alcantara e pelle, e lamina d'argento. La vettura ha partecipato a una esibizione per le vie del centro di Milano il 9 marzo 2009.
Fra le altre edizioni vi sono la 500 Diabolika, prodotta da Studiotorino in collaborazione con Mycrom e la casa editrice Astorina, dedicata al fumetto Diabolik, venduta in serie limitata di 50 esemplari. Una versione lussuosa è stata commissionata dalla CircleClub, un circolo che affitta automobili di lusso ai propri soci, i quali possono scegliere di affittare una delle trenta Fiat 500 speciali realizzate appositamente.

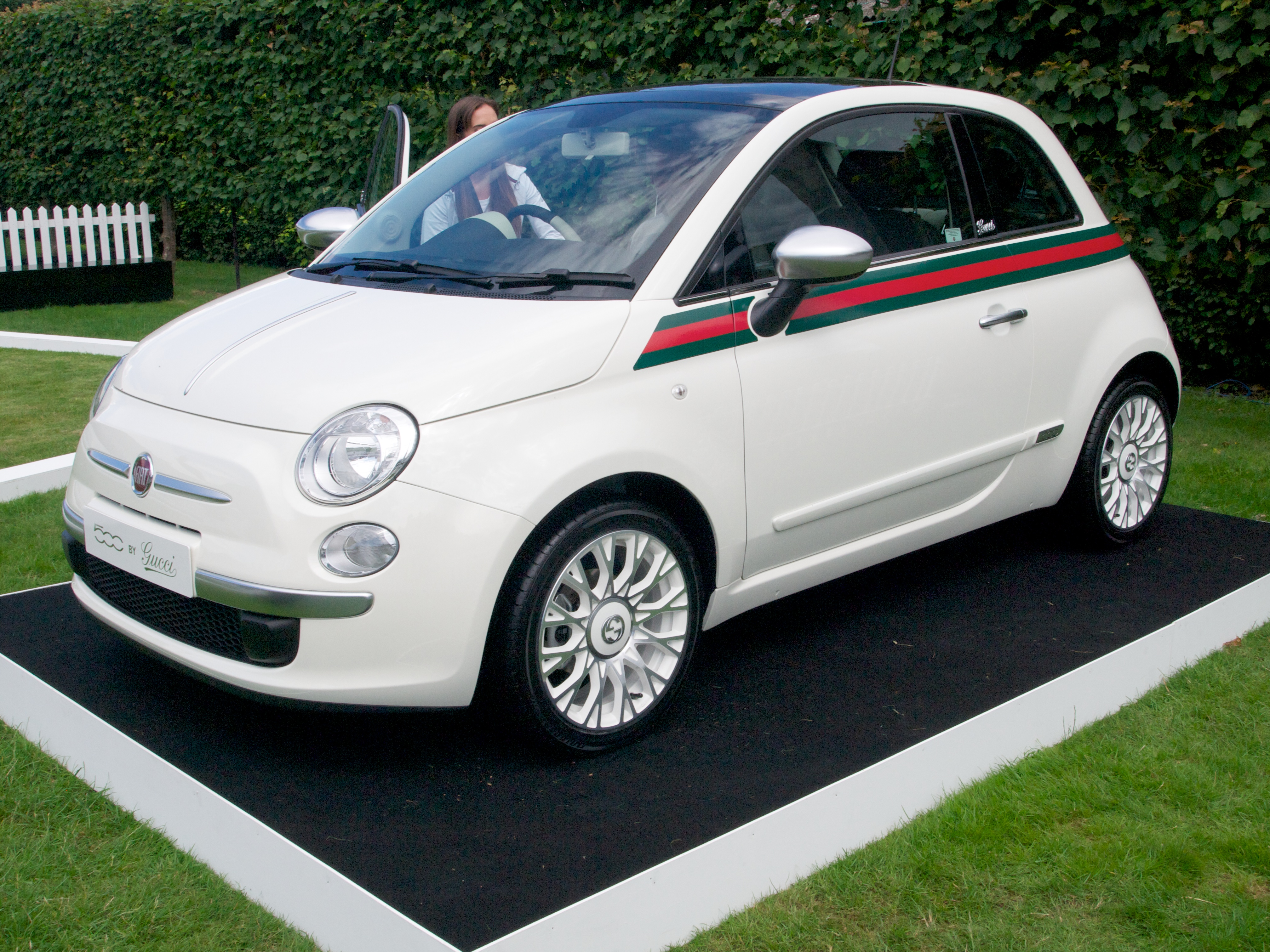
La Fiat 500 by Gucci

Nel luglio 2009 viene presentata la 500 so Pink una versione speciale realizzata in soli 50 esemplari per il mercato italiano e allestita sulla base della 1.2 PurO2 caratterizzata però dalla colorazione rosa chiaro della scocca, interni con rifiniture rosa e pomello del cambio e volante rivestito in pelle con marchio so Pink. Questa versione è stata creata appositamente per il pubblico femminile. Nel gennaio del 2010 la Fiat ha proposto la 500 con colorazione rosa anche per il mercato inglese ribattezzandola semplicemente Pink e prodotta in sole 500 unità seguita nel marzo dello stesso anno da altre 300 versioni cabrio.
Nel giugno del 2010 la Fiat presenta per il solo mercato tedesco la 500 Rosso Corsa, una versione speciale con scocca verniciata di rosso, motore 1.4 Fire 16V da 101 cavalli e dotazione arricchita da autoradio specifico, selleria in pelle, logo Rosso Corsa in alluminio numerato, fari bixeno e cerchi in lega da 16". La 500 Rosso Corsa è stata prodotta in soli 250 esemplari.
A luglio 2010 la Fiat annuncia la vendita di un'edizione limitata della nuova 500, che anticiperà lo sbarco della piccola Fiat negli Stati Uniti d'America. Questa versione promozionale, denominata Prima Edizione viene prodotta in soli 500 esemplari destinati al pubblico americano. È equipaggiata con il motore 1.4 Multiair di produzione messicana capace di 101 cavalli abbinato a un cambio manuale ed è disponibile in tre colorazioni (bianco, rosso e grigio). La Prima Edizione è stata presentata durante il raduno del club americano Fiat-Lancia Unlimited ed è destinata in prevalenza ai collezionisti, ogni esemplare infatti viene distinto dalla targhetta celebrativa Prima Edizione e dalla numerazione sequenziale presente accanto al numero di telaio. Contemporaneamente al lancio della Prima Edizione la filiale canadese di Fiat Auto ha venduto all'asta, per l'equivalente di 59 000 euro, la 500 Numero Uno, il primo esemplare prodotto in Messico.

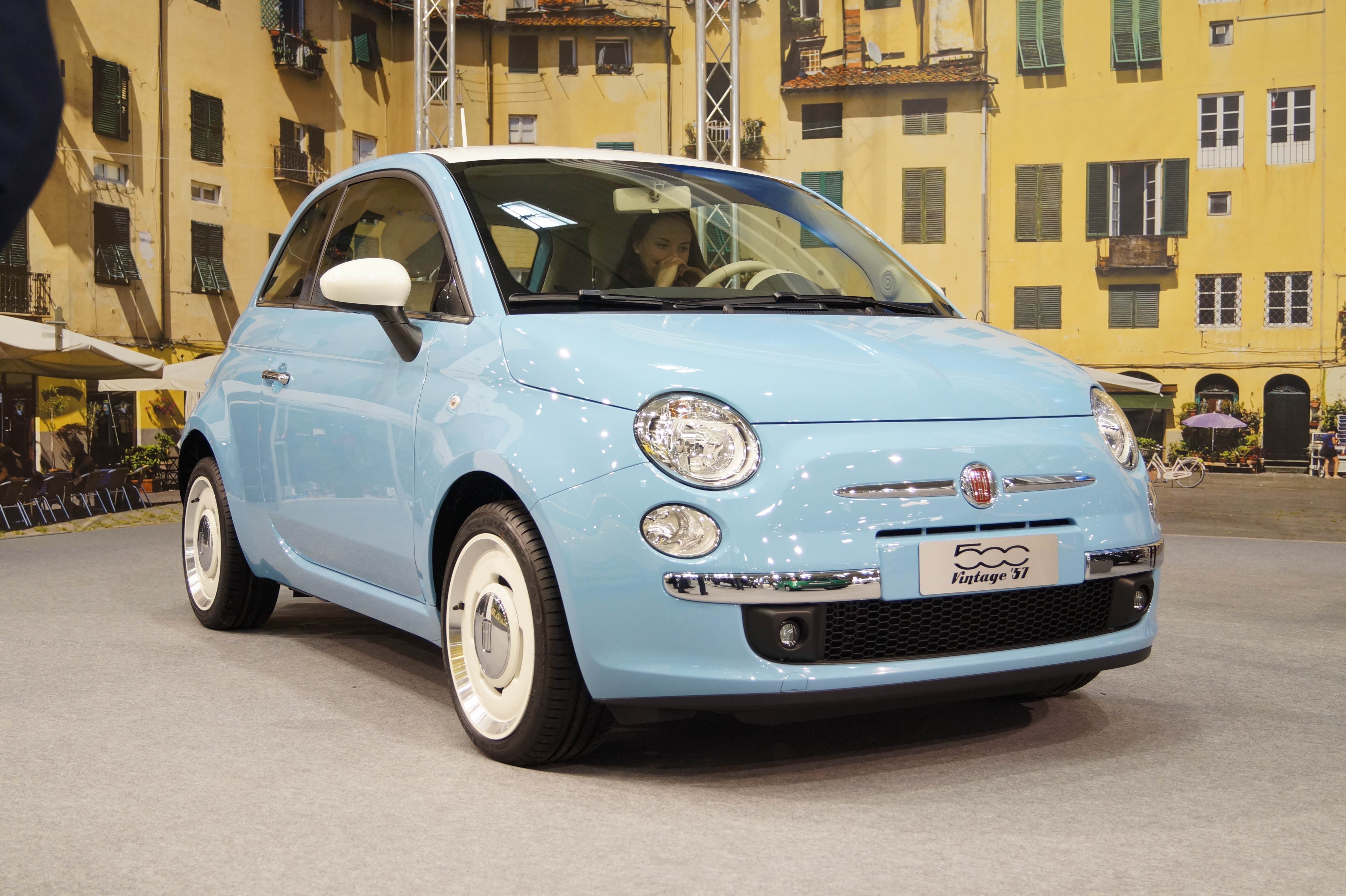
La 500 in allestimento Vintage '57, stilisticamente ispirato alla storica progenitrice degli anni 1950.

Sempre nel luglio 2010 viene presentata la 500 Blackjack, versione in edizione limitata con scocca nero opaco, rifiniture interne ed esterne imbrunite, cerchi in lega scuri da 16", selleria Poltrona Frau e cuciture argentate per il volante in pelle. La Blackjack segue lo stile della Lancia Delta Hardblack anch'essa disponibile con vernice nero opaco. Viene prodotta con i motori benzina 0.9 Twinair, 1.2 e 1.4 Fire e il diesel 1.3 Multijet II.
A settembre 2010 la Fiat svela la 500 Arancia, una versione prodotta in sole 300 unità per il mercato giapponese caratterizzata dalla verniciatura della scocca arancione e per i numerosi dettagli cromati (maniglie delle porte, specchi retrovisori, cornici dei finestrini, dettagli sui paraurti e portatarga posteriore). Il motore è il 1.2 Fire con cambio Dualogic robotizzato e sono disponibili anche i cerchi in lega leggera da 15". Nel novembre del 2010 invece viene messa in vendita un'altra edizione speciale riservata al mercato giapponese: si tratta della 500 Bicolore che viene proposta con doppia tinta per la scocca, bianca e rossa, con interni speciali e medesime colorazioni per i rivestimenti. La 500 Bicolore viene venduta in Giappone in soli 50 esemplari con motore 1.2 Fire benzina. Il modello europeo viene presentato nel 2010 al MotorShow di Bologna, disponibile con tutte le motorizzazioni e gli allestimenti.
Inoltre è stato prodotto nel 2009 un modello personalizzato della versione 500 Cabrio in versione elettrica per Gheddafi con i colori della Libia e dell'Unione Africana, che con la conquista del compound di Bab el-Azizia il 26 agosto 2011 è stata catturata dai ribelli del Consiglio Nazionale Libico ed esibita come un trofeo di guerra.

#### 500 Elettra BEV e 500e

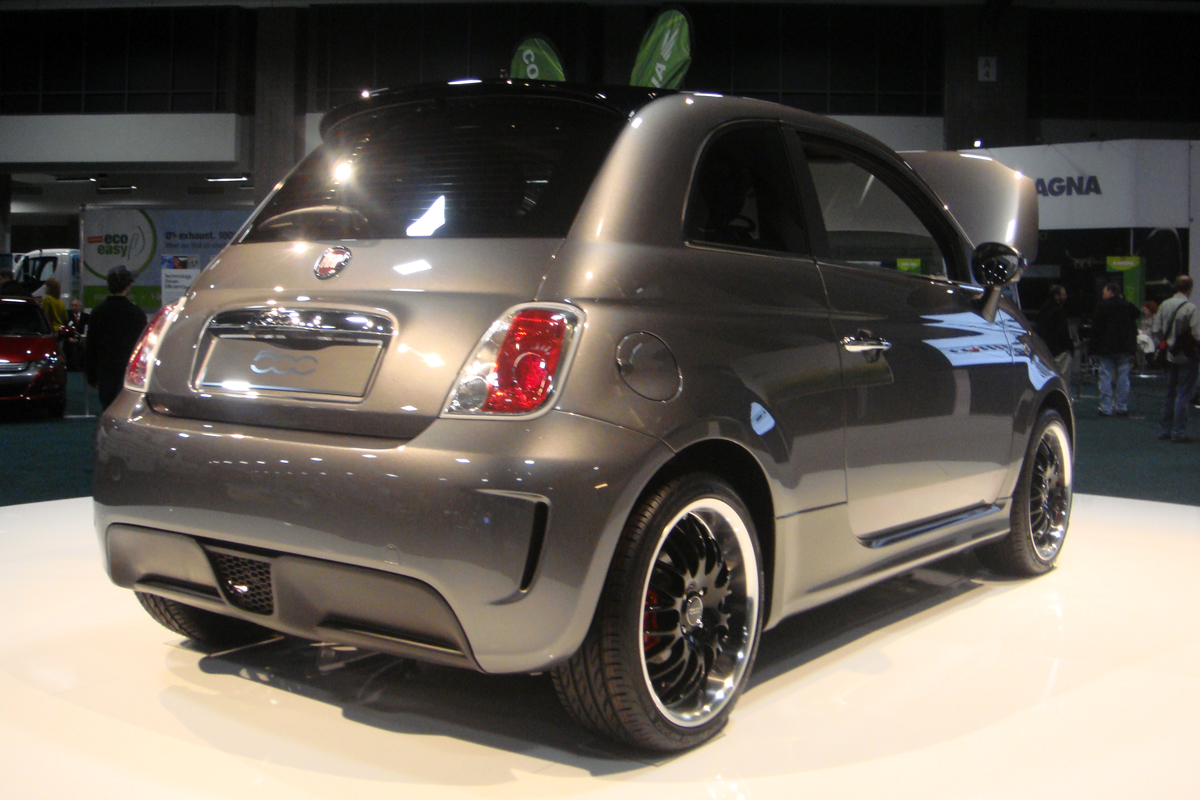
La 500 Elettra BEV del 2010, prototipo nordamericano con motore elettrico.

Al North American International Auto Show di Detroit del 2010, la 500 è stata presentata in veste di prototipo in una versione con motore elettrico, denominata 500 Elettra BEV (acronimo di battery electric vehicle) e realizzata dal reparto ENVI della Chrysler (con la quale la Fiat ha stretto un accordo). La 500 BEV sfrutta meccanica e carrozzeria della versione Abarth ma con il logo Fiat applicato sia sul frontale sia sulla coda; la scocca è verniciata di grigio, e l'unico elemento che la differenzia rispetto al modello di serie sono i cerchi in lega imbruniti con cornici argentate. Il motore è realizzato dalla ENVI, con batterie in grado di garantire un'autonomia di circa 160 km.

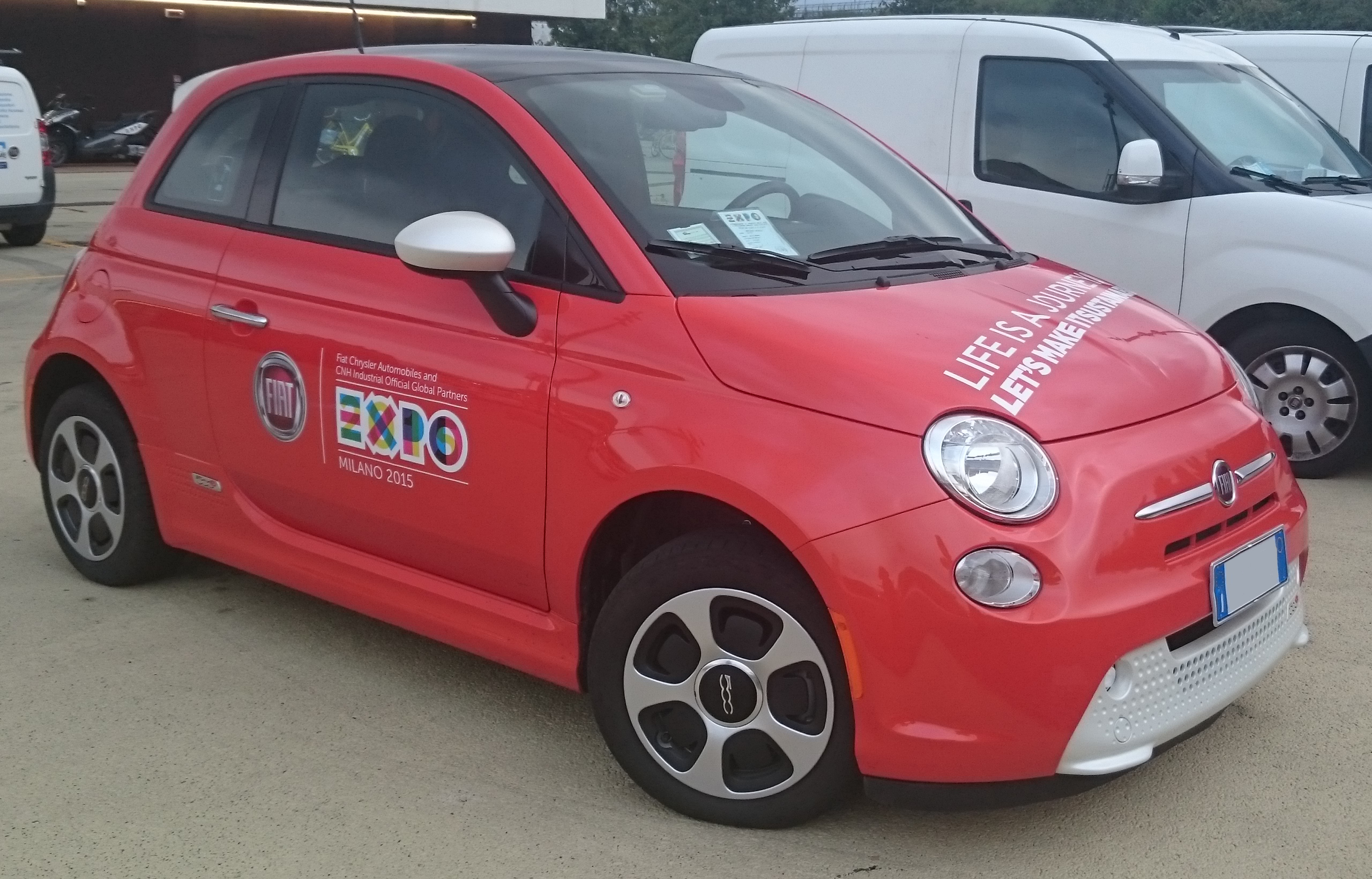
La 500e del 2012, versione definitiva del modello a propulsione elettrica, qui in veste di auto di servizio all'Expo 2015 di Milano.

Inizialmente la casa madre aveva smentito l'ipotesi di una versione di serie della 500 Elettra BEV, per poi tornare sui suoi passi e ufficializzarne la messa in produzione nel marzo del 2010. Prodotta dalla Chrysler per il solo mercato nordamericano, la versione definitiva della 500 a motore elettrico – che ha preso il nuovo nome di 500e – è stata svelata all'LA Auto Show di Los Angeles nel novembre del 2012, con le prime 150 unità messe in vendita in California nel luglio del 2013. Esce di produzione al termine del 2019 assieme a tutte le altre 500 prodotte a Toluca.

## Prototipi derivati dalla 500
Al Motor Show del 2007 la Fiat presenta due versioni speciali della 500: la prima è l'edizione Overland che ha partecipato alla nota spedizione percorrendo 34 000 km in giro per il mondo da Torino a Pechino fino al ritorno a Bologna attraverso nove paesi. La Overland era equipaggiata con il motore 1.3 Multijet e la scocca era verniciata nel classico arancione tipico dei grandi veicoli Iveco che prendono parte alla spedizione. Accanto alla Overland era presente anche una speciale 500 dedicata a Valentino Rossi con particolare grafica e loghi ispirati al pilota motociclistico. La 500 dedicata a Valentino Rossi possedeva il motore 1.4 16V Fire.
Oltre a questa edizione la piccola di casa Fiat è stata decorata in modo sfarzoso anche al Salone del Lusso di Roma. La 500 Pepita, così denominata, è dotata di un inedito colore oro a 24 carati per la scocca, come anche i cerchi, e impreziosita da cristalli Swarovski.

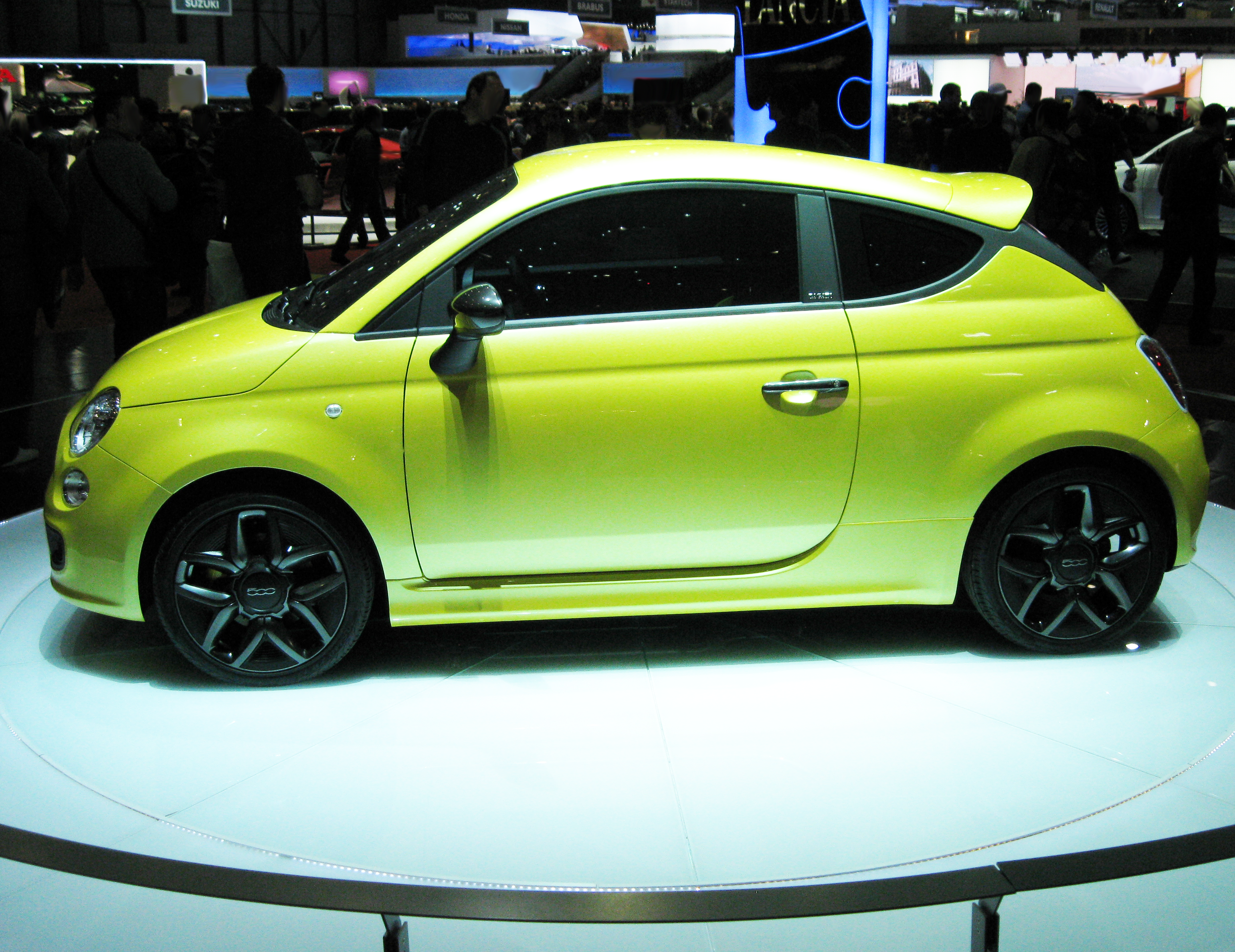
La Fiat 500 Coupé Zagato, concept sportiva a "doppia gobba" realizzata dall'omonimo atelier milanese.

Nel 2008 viene allestita la Fiat 500 Italia Independent caratterizzata da una verniciatura nero opaco, cover degli specchi retrovisori zebrati, cerchi in lega leggera e marchio Italia Independent applicato sui montanti dei finestrini. Questa versione è stata allestita per l'evento Pitti Uomo esposta a Firenze.
La concept car 500 Aria viene presentato durante l'edizione 2008 del Salone dell'auto di Ginevra. Si tratta del risultato di varie ricerche fatte dalla FPT sulla riduzione delle emissioni di anidride carbonica nell'ambiente. Tali ricerche hanno permesso la realizzazione di questa vettura in grado di emettere 98 g/km di anidride carbonica. La vettura è dotata di un motore 1.3 Multijet abbinato al filtro antiparticolato e al sistema Start&Stop insieme con un computer di bordo che assiste il guidatore durante la marcia (sistema eco:Drive). La 500 Aria strizza l'occhio all'ottica del progresso ecosostenibile, non solo nella meccanica ma anche nelle soluzioni e nei materiali utilizzati durante la produzione: gran parte degli interni sono completamente riciclabili, e i sedili sono in lattice rivestito per ottimizzare il peso della vettura.

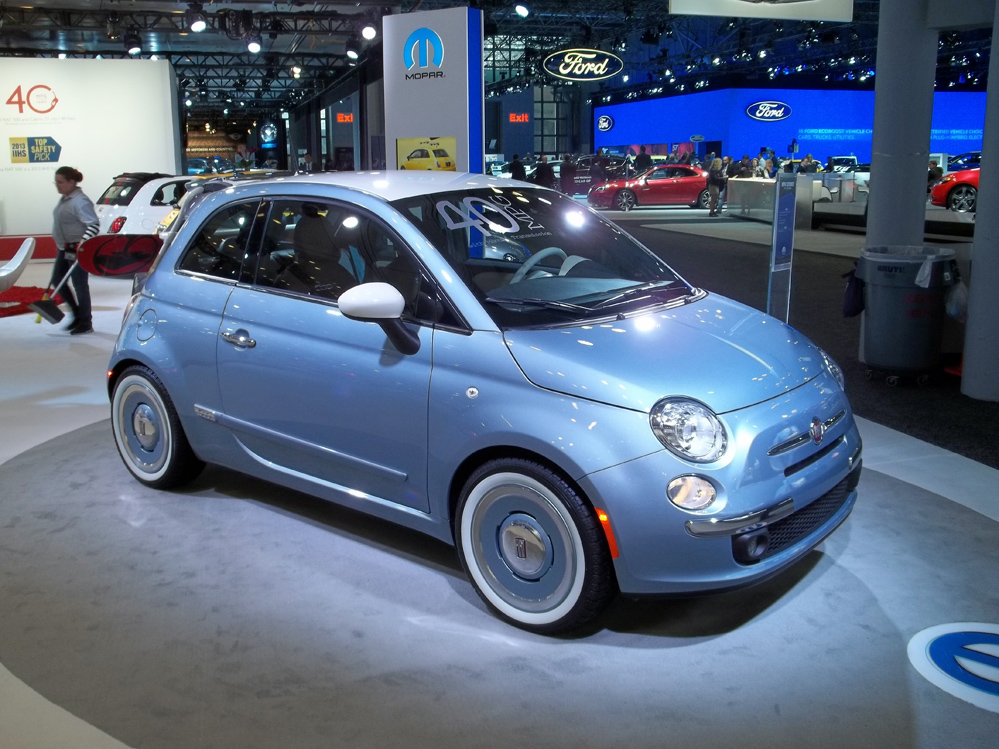
Una 500 concept in allestimento Mopar

Nell'aprile del 2010 la Fiat presenta la concept car 500 Hybrid-Tech, un prototipo ad alimentazione ibrida che sfrutta un motore da 0,9 litri Multiair turbocompresso abbinato al motore elettrico e a un cambio robotizzato a doppia frizione con sei rapporti. Una delle caratteristiche della 500 Hybrid-Tech è la possibilità di viaggiare sia con la sola trazione elettrica sfruttando l'energia presente nelle batterie, sia poter viaggiare in modalità a benzina oppure nella modalità ibrida con entrambi i motori in funzione. Inoltre è presente il sistema EPMU (acronimo di Electric Power Management Unit) che gestisce il funzionamento del motore elettrico e l'energia presente nelle batterie in modo da evitare consumo inutile di corrente.
Al SEMA Show 2010 svolto a Las Vegas la Fiat ha esposto tre prototipi di Fiat 500 realizzati in collaborazione con Mopar, la divisione sportiva di tuning del gruppo Chrysler. Questi tre prototipi avevano soluzioni specifiche come sospensioni in configurazione sportiva, cerchi in lega maggiorati, interni ridisegnati e motori potenziati. Uno dei tre esemplari è stato importato dall'Europa e possiede una speciale livrea estetica, dedicata alla vocazione urbana della 500, applicata sulla scocca.
Al Salone di Ginevra del 2011, Zagato presenta la 500 Coupé Zagato, che si richiama al modello storico dell'atelier milanese. Dotata del 0.9 Twinair da 105 cavalli, incontra subito il favore della dirigenza FIAT. In visita alla produzione della 500 di Toluca, in Messico, Sergio Marchionne ne conferma la futura produzione di serie. 

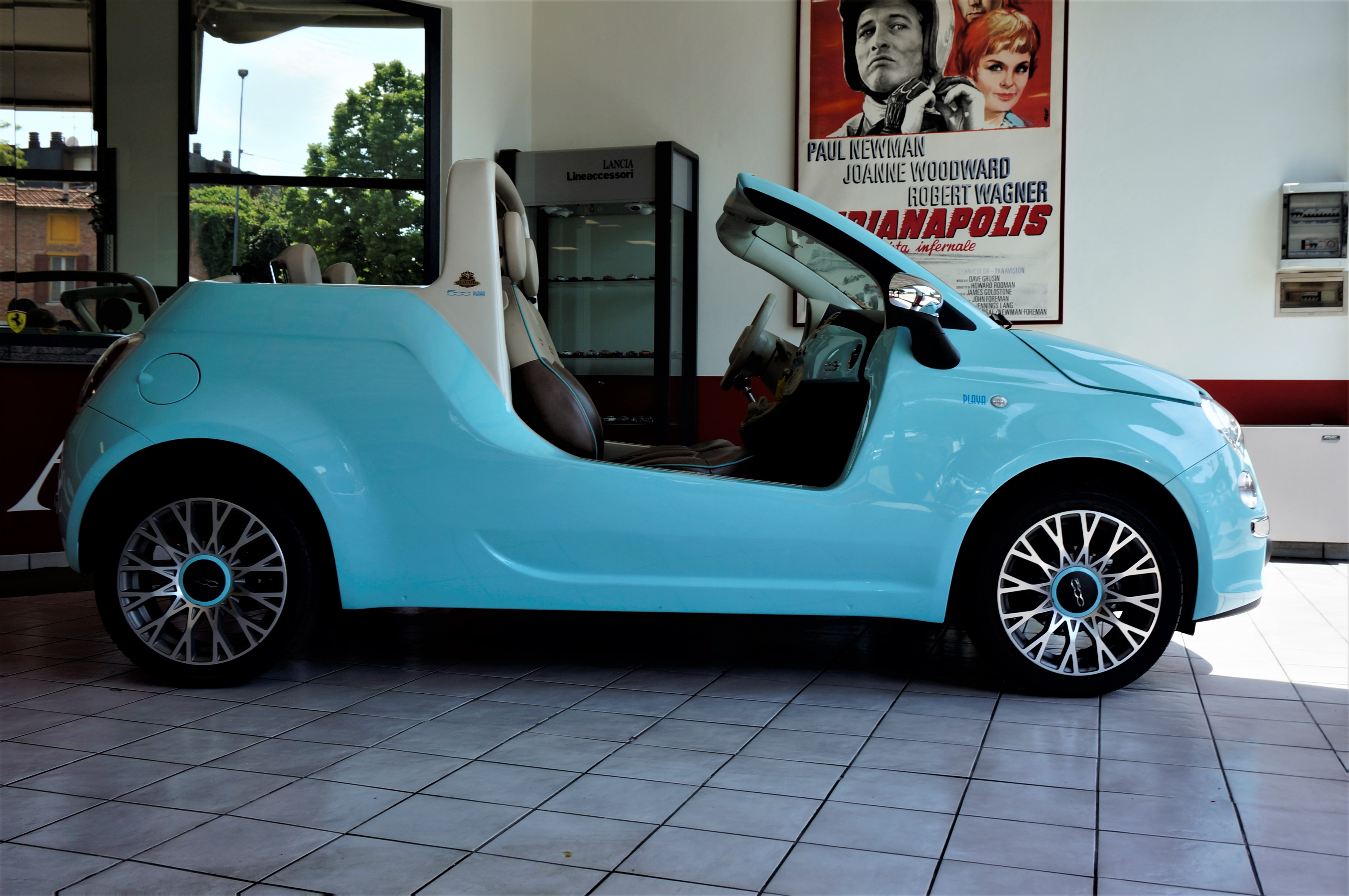
La Fiat 500 Playa, una spiaggina in esemplare unico.

Nel 2013 Fiat ha affidato alla Carrozzeria Vernagallo di Torino il compito di realizzare una spiaggina su base 500, che nelle sembianze richiamasse la 500 Jolly degli anni 60, priva delle portiere e del tetto. È nata quindi la 500 Playa, un esemplare unico omologato per l'uso stradale; la preventivata produzione in piccola serie, inizialmente prevista, è stata successivamente accantonata dai vertici della casa torinese. Questa one-off, omologata, è stata immatricolata dalla FIAT ed esposta in mostre ed eventi ufficiali, per poi essere ceduta a un collezionista.
Nel ventennale del lancio della Trepiùno, nel marzo 2024 la divisione Heritage di FIAT ha realizzato una serie limitata su base 500 Hybrid, denominata 500 Tributo Trepiùno, che riprende alcuni dettagli di stile della concept.

## Motorizzazioni
Al contrario della progenitrice, la nuova 500 è una trazione anteriore con motore in posizione anteriore trasversale. I propulsori disponibili al lancio erano il 1.2 FIRE, il 1.4 FIRE 16V e il 1.3 Multijet diesel.
Il 1.2 Fire è un quattro cilindri alimentato a benzina con otto valvole (due per cilindro) ed erogante 69 cavalli abbinato al cambio manuale a 5 rapporti oppure al robotizzato Dualogic sempre a 5 rapporti. Nel 2008 la casa ha introdotto la versione ecologica 1.2 PurO2 dotata del dispositivo Start&Stop di serie che garantiva emissioni e consumi più bassi; in seguito questa versione è scomparsa dal listino perché lo Start&Stop è diventato prima un optional (all'inizio del 2009) e successivamente (dal dicembre dello stesso anno) è stato proposto di serie su tutte le versioni, di conseguenza i modelli sono stati riomologati secondo standard di consumi ed emissioni più bassi. Nel 2011 la Fiat introduce la variante 1.2 Bifuel denominata Easy Power equipaggiata con motore 1.2 FIRE otto valvole alimentato a benzina e GPL: il motore a benzina resta invariato (con Start&Stop di serie) sia nella potenza (69 cavalli) sia nelle prestazioni, a GPL invece la potenza cala di 2 cavalli, le emissioni calano a 106 grammi di anidride carbonica emessa per km e il consumo dichiarato dalla casa è di 15,1 km con un litro di GPL (maggiore rispetto l'analoga a benzina).

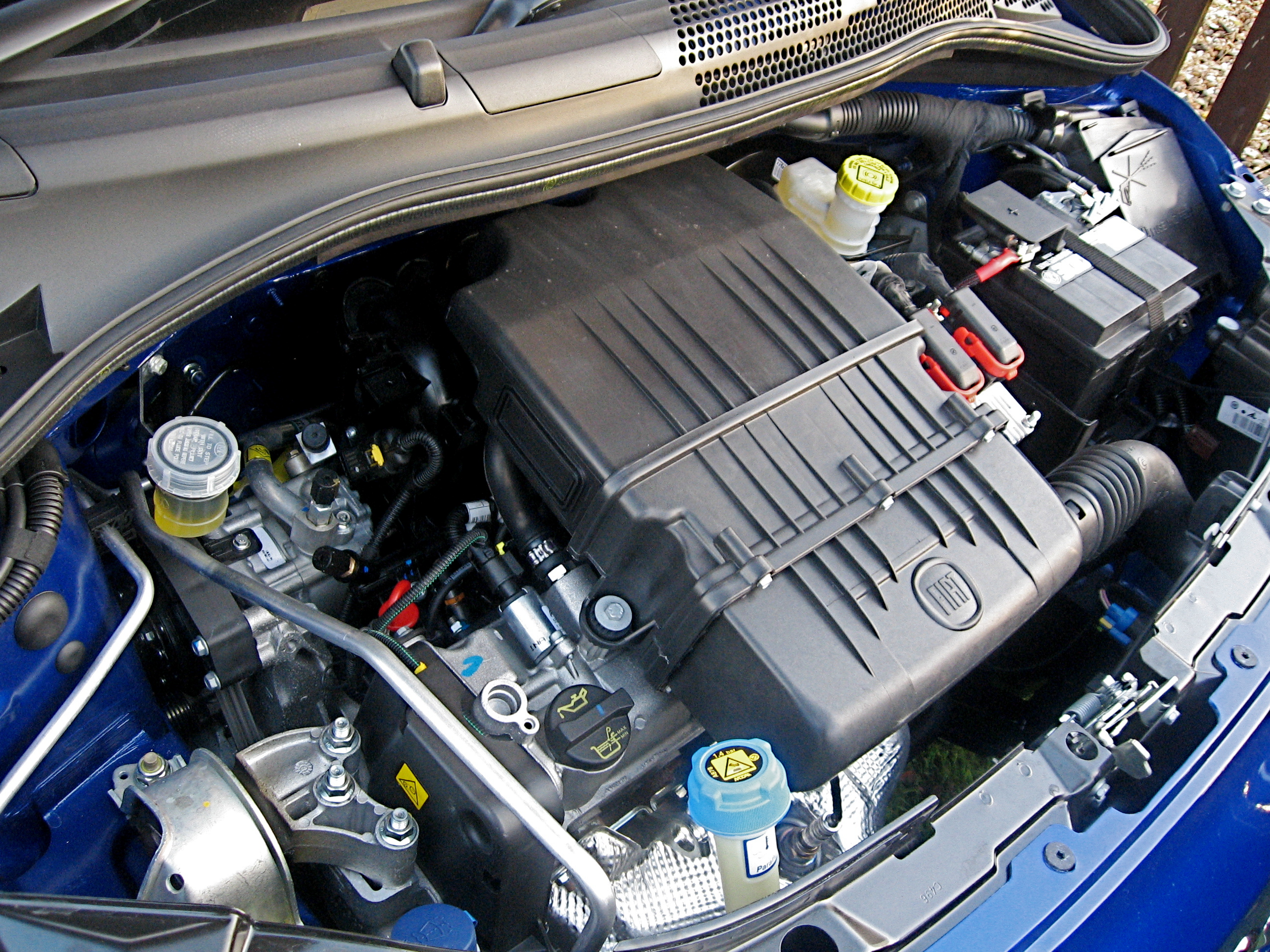
Il vano motore di una 500 equipaggiata con motore 1.2 FIRE

Il motore 1.4 16V FIRE è un quattro cilindri a iniezione elettronica capace di 100 cavalli di potenza massima accoppiato a una trasmissione manuale a 6 rapporti o robotizzato Dualogic a 5 marce in modalità sequenziale; per il mercato sud americano la 500 veniva venduta con il solo motore 1.4 16V FIRE da 100 cavalli in una versione modificata con sistema di iniezione in grado di funzionare fino al 22% a etanolo. La 500 prodotta in Messico adotta il 1.4 Multiair 16V erogante 105 cavalli accoppiato a un cambio manuale 5 rapporti o automatico a sei rapporti; la stessa unità viene proposta dal 2013 in versione flexy-fuel a benzina ed etanolo per il mercato sud americano sostituendo la precedente unità priva del sistema Multiair.
Il motore diesel proposto sulla 500 è il classico 1.3 Multijet 16V con filtro attivo antiparticolato di serie e capace di 75 cavalli e disponibile solo con il cambio manuale a 5 rapporti; il 75 cavalli è stato venduto fino al 2011. Nel novembre del 2009 la gamma diesel si arricchisce del rinnovato propulsore a gasolio 1.3 16V dotato di iniezione Multijet di seconda generazione, capace di 95 cavalli e abbinato al filtro antiparticolato e allo Start&Stop. Questo 1.3 Multijet II da 95 cavalli è disponibile solo con cambio manuale a 5 rapporti.
Al Salone di Ginevra 2010 la FIAT ha presentato in anteprima il nuovo motore bicilindrico benzina Twinair; grazie alla cilindrata di 875 cm³ e alla presenza del turbocompressore abbinato al sistema Multiair il motore eroga la potenza massima di 85 cavalli a 5.500 giri al minuto per una coppia motrice di 145 N·m a 2.000 giri al minuto. Questo bilindrico riporta alle origini la 500 poiché anche l'antenata, introdotta oltre 50 anni fa dalla Fiat, veniva equipaggiata con un motore due cilindri montato però in posizione posteriore. Il sistema Start&Stop è di serie e le emissioni di anidride carbonica vengono contenute in 98 grammi emessi al chilometro nel ciclo combinato. Il consumo medio dichiarato è di 23,8 km/l. Il cambio è un manuale a cinque rapporti.
Dal 2013 per i soli mercati esteri la casa ha introdotto il motore 1.0 Twinair aspirato bicilindrico, evoluzione del 0.9 Twinair con cilindrata portata a 964 cm³ incrementando sia l'alesaggio sia la corsa dei pistoni. La potenza è di 65 cavalli e la coppia è di 88 N·m a 3.500 giri al minuto. Due le varianti: una con Start&Stop con emissioni dichiarate di 95 g/km e l'altra priva del dispositivo capace di 99 g/km di anidride carbonica emessa. In Italia non viene venduto, mentre all'estero questo motore ha affiancato il 1.2 Fire senza sostituirlo.
Secondo la casa tutti i motori rispettavano già al lancio del 2007 la normativa Euro 5 ma poiché l'Unione europea non aveva ancora stabilito le procedure di omologazione per questa normativa tutti i propulsori sono stati omologati come Euro 4 fino alla primavera del 2009.
A febbraio 2020 è iniziata la commercializzazione della versione 500 Hybrid conforme alla normativa Euro 6D Final. Si tratta di un sistema mild-hybrid che abbina il motore Firefly 1 litro a 3 cilindri da 70 CV (51 kW), a un motore elettrico BSG (Belt Integrated Starter Generator) da 12 volt e una batteria al litio.
Tabella motorizzazioni
| Modello                           | Disponibilità        | Motore              | Alimentazione       | Cilindrata cm³ | Potenza                     | Coppia max              | Emissioni CO2 (g/km) | 0–100 km/h (secondi)  | Velocità max (km/h) | Consumo medio (km/l) |
| 0.9 Twinair Turbo 8V Start&Stop   | dal 2010             | 2 cilindri in linea | Benzina             | 875            | 62,5 kW (85 CV)             | 145 N·m @2.000 giri/min | 92                   | 11,0                  | 173                 | 25                   |
| 0.9 Twinair Turbo 8V 105          | dal 2013             | 2 cilindri in linea | Benzina             | 875            | 77,2 kW (105 CV)            | 145 N·m @2.000 giri/min | 99                   | 10,0                  | 188                 | 23,8                 |
| 1.2 FIRE 8V                       | dall'esordio al 2020 | 4 cilindri in linea | Benzina             | 1.242          | 51 kW (69 CV)               | 102 N·m @3.000 giri/min | 119                  | 12,9                  | 160                 | 19,6                 |
| 1.2 FIRE 8V Start&Stop            | dal 2008 al 2020     | 4 cilindri in linea | Benzina             | 1.242          | 51 kW (69 CV)               | 102 N·m @3.000 giri/min | 113                  | 12,9 (13,4 Fiat 500C) | 160                 | 20,8                 |
| 1.4 FIRE 16V                      | dall'esordio al 2013 | 4 cilindri in linea | Benzina             | 1.368          | 73,5 kW (100 CV)            | 131 N·m @4.250 giri/min | 149 (140 Fiat 500C)  | 10,5 (11,0 Fiat 500C) | 182                 | 15,6                 |
| 1.0 FIREFLY                       | dal 2020             | 3 cilindri in linea | Benzina Mild hybrid | 999            | 51 kW (70 CV) 3,6 kW (5 CV) | 92 N·m @4.000 giri/min  | 89                   | 14,9                  | 155                 | 25,64                |
| 1.3 Multijet 16V 75               | dall'esordio al 2011 | 4 cilindri in linea | Diesel              | 1.248          | 55 kW (75 CV)               | 145 N·m @1.500 giri/min | 110                  | 12,5 (13,0 Fiat 500C) | 180                 | 23,8                 |
| 1.3 Multijet II 16V Start&Stop 95 | dal 2009 al 2018     | 4 cilindri in linea | Diesel              | 1.248          | 70 kW (95 CV)               | 200 N·m @1.500 giri/min | 104                  | 10,7                  | 180                 | 25,6                 |

## Strategie di marketing
(Tagline dello spot di lancio della 500)

La presentazione della Fiat 500 a Vicenza, durante un evento in Piazza dei Signori: in quest'occasione le nuove vetture del 2007 erano coperte da un telo raffigurante la vecchia 500 del 1957.

La prima europea della 500 avviene al salone dell'auto di Francoforte nel 2007, per l'evento la Fiat realizza una gigantesca riproduzione in scala della piccola utilitaria; l'auto era fissa al centro dello stand, priva di ruote, poiché al loro posto vi erano dei fori che servivano a farvi passare dei veri modelli di Fiat 500 che erano posti su una pedana girevole. Durante lo stesso evento è stata presentata anche la Fiat Panda Aria.
Per le varie promozioni locali la Fiat ha scelto di presentarla nelle varie capitali europee; a Londra la vettura è stata fatta entrare dentro una delle cabine della ruota panoramica, mentre a Berlino la 500 prese il posto di una carrozza della metropolitana. In Nordamerica, la 500 è stata più volte esposta ai vari saloni internazionali negli stand della Chrysler attraverso una joint-venture specifica che ha permesso di commercializzare l'auto oltreoceano con la relativa produzione presso l'impianto messicano di Toluca.
Durante il Fiat Challenger 500 al Wrooom 2008 alcune 500 sono state allestite con un inedito kit estetico e guidate su una pista ghiacciata dai vari piloti che negli anni hanno fatto parte della Scuderia Ferrari. L'evento è stato organizzato a Madonna di Campiglio ed era visibile in streaming sul sito ufficiale dell'automobile.

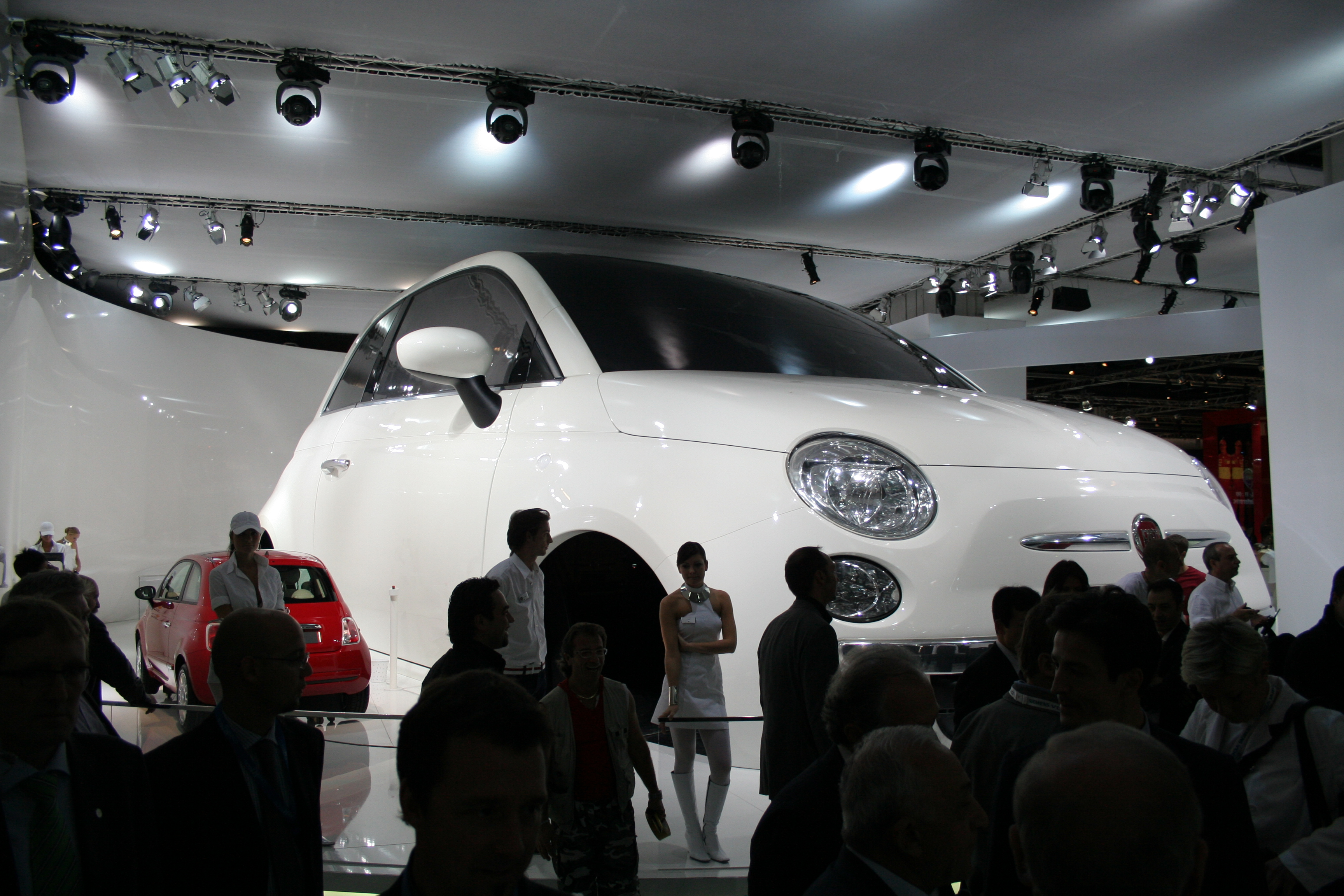
La "500 gigante", struttura realizzata per la promozione dell'auto nei vari saloni automobilistici del mondo.

Come operazione promozionale, l'artista Fabio Novembre ha realizzato un'installazione artistica con protagoniste alcune sagome in vetroresina della 500C, "trasformate" in vasi decorativi per il verde urbano. L'iniziativa – denominata "Per fare un albero" e promossa dalla stessa Fiat – è stata oggetto di "sculture viventi" nel 2009 a Milano e nel 2010 a Capri; per la sua forma di comunicazione non convenzionale, l'operazione è stata inoltre premiata nello stesso anno come "Miglior Ambient Media" ai Press & Outdoor Key Award.
La 500 in versione cabrio è stata anche protagonista del Fiat Open Lounge inaugurato a Milano il 14 maggio 2009. Inoltre sul mercato britannico la 500C è stata lanciata attraverso una campagna pubblicitaria che ha visto come testimonial Elle Macpherson.
In Italia la campagna promozionale televisiva della 500 è stata ideata dall'amministratore delegato, Sergio Marchionne in tre versioni, centrando lo spot di lancio sui sentimenti di italianità dell'automobile: il messaggio propone una serie di immagini, dalla forte carica emotiva, di avvenimenti storici e personaggi contemporanei (come Paolo Borsellino e Giovanni Paolo II), accompagnati da un testo recitato dall'attore Ricky Tognazzi e con una musica di sottofondo, opera dell'artista Giovanni Allevi. Inoltre, un nuovo spot legato al gruppo è stato lanciato durante le feste natalizie tra il 2009 e il 2010: sulle note di una versione modificata di uno stralcio di 1950 di Amedeo Minghi, e sempre con Tognazzi come voce fuoricampo, scorrono immagini del passato e del presente, dove una 500 gira per le strade di New York, ricordando il futuro sbarco della vettura in Nordamerica.

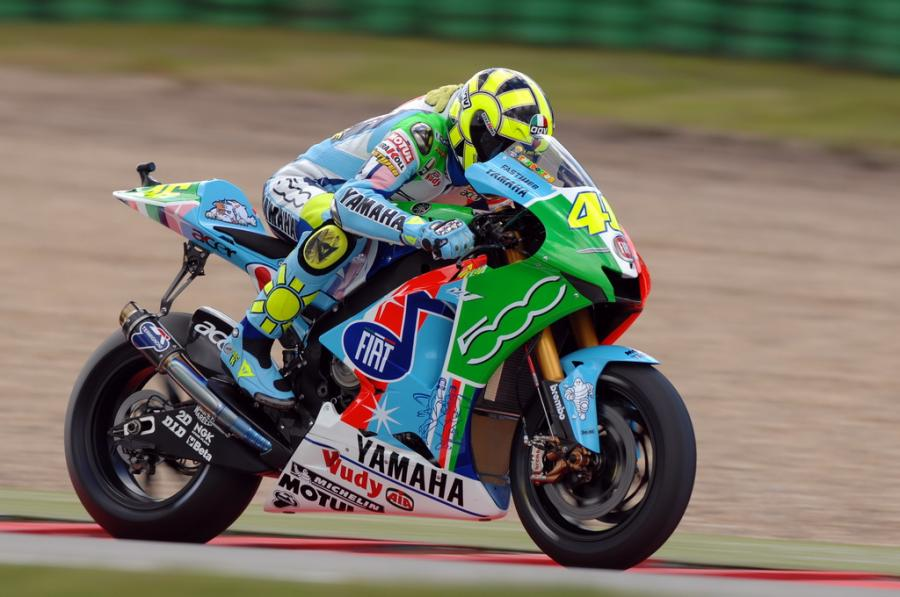
La Yamaha M1 di Valentino Rossi al Gran Premio d'Olanda 2007, in una speciale livrea "500" realizzata per il lancio della vettura.

Nel 2011, per promuovere l'arrivo della 500 oltreoceano, è stata inizialmente coniata una campagna di lancio incentrata sullo slogan «Simply More», seguita dalla realizzazione una nuova campagna pubblicitaria con Jennifer Lopez come testimonial. Il successivo esordio della versione sportiva Abarth – che oltreoceano non è inteso come un marchio a sé stante – ha visto una nuova campagna con protagonista la modella Catrinel Menghia.

### La famiglia 500
Dopo la nascita del modello 2007 in "casa" Fiat, soprattutto successivamente l'acquisto da parte della stessa del Gruppo Chrysler, comincia a diffondersi l'idea di trasformare la 500 in un'intera famiglia di vetture, formando un vero e proprio brand a sé stante all'interno di Fiat Group Automobiles.
L'idea si concretizza in parte: 500 non diventa un vero e proprio marchio del gruppo ma una divisione d'immagine del marchio Fiat. Si tratta di una strategia sulla quale Fiat punta molto, soprattutto nel mercato nord americano, dove Fiat è già presente con un brand proprio che per motivi strategici è stato inserito nell'orbita Chrysler. Sebbene in Europa la 500 Abarth venga commercializzata sotto il marchio dello scorpione, che nel vecchio continente si è ricavato una propria immagine ben distinta da quella Fiat, nel mercato nord americano invece, pur mantenendo il logo Abarth sui punti distintivi della vettura (mascherina anteriore, portellone posteriore, fiancata, testata del motore, interni) la sorella sportiva della 500 tradizionale viene venduta semplicemente come variante della stessa: Il marchio Abarth (inteso come divisione aziendale) infatti negli Stati Uniti non è presente.

#### 500L e 500X
Continuando con questa strategia nel febbraio 2012 vengono divulgate le immagini ufficiali di un nuovo modello che andrà proprio ad allargare la famiglia 500; tale modello è la 500L, un piccolo monovolume che va a sostituire la Idea ma che viene commercializzato non più come un nuovo modello della gamma Fiat, bensì come un modello derivato dalla 500 del 2007. Questa decisione, che è fondamentalmente una scelta d'immagine più che di sostanza, fa capire come la famiglia "500" si stia ricavando una propria fetta all'interno della gamma Fiat, formando quindi un vero e proprio brand a sé. Questa "indipendenza" sarà ancora più visibile nel mercato americano dove la 500L verrà esportata e, non avendo una progenitrice da sostituire e avendo solo la 500 come altra vettura venduta a marchio Fiat, verrà percepita ancor di più dal pubblico d'oltreoceano come derivazione della stessa. A livello di meccanica però la 500L è strettamente imparentata con la Grande Punto, essendo basata sulla medesima piattaforma denominata "Small".
Sempre nella stessa piattaforma, continuando con la decisione di allargare la gamma 500 e trasformarla in un brand indipendente, nel 2014 entra nel mercato la 500X, SUV compatto di medie dimensioni, prodotto nello stabilimento di Melfi, che riprende con una certa fedeltà i tratti distintivi della piccola citycar torinese.